# Малая Сестра (река, впадает в Финский залив)
Малая Сестра (Сестра Заводская) — часть исторического русла реки Сестра после её разделения по распоряжению Императора Петра Великого в 1721 году плотиной для нужд оружейного завода. По Заводской Сестре сбрасывалась вода (примерно до 40 м³/с), отработавшая на водяных турбинах завода. С конца XIX века завод перешёл сначала на паровые турбины, а затем на электрическую энергию. Долгие годы XX века, до 1987 года, по Заводской Сестре сбрасывалась вода после заводской гидроэлектростанции. Реконструкция плотины в 2005 году перекрыла массовый слив воды по реке, по которой стало протекать не более 0,5 м³/с. Изменилось топонимическое название реки, она стала называться Малая Сестра.
Длина — 4,8 км.

## Этимология
Заводская Сестра получила название от завода, по территории которого проходит часть русла реки. Ныне историческое название заменено на «Малая Сестра».

## Физиография

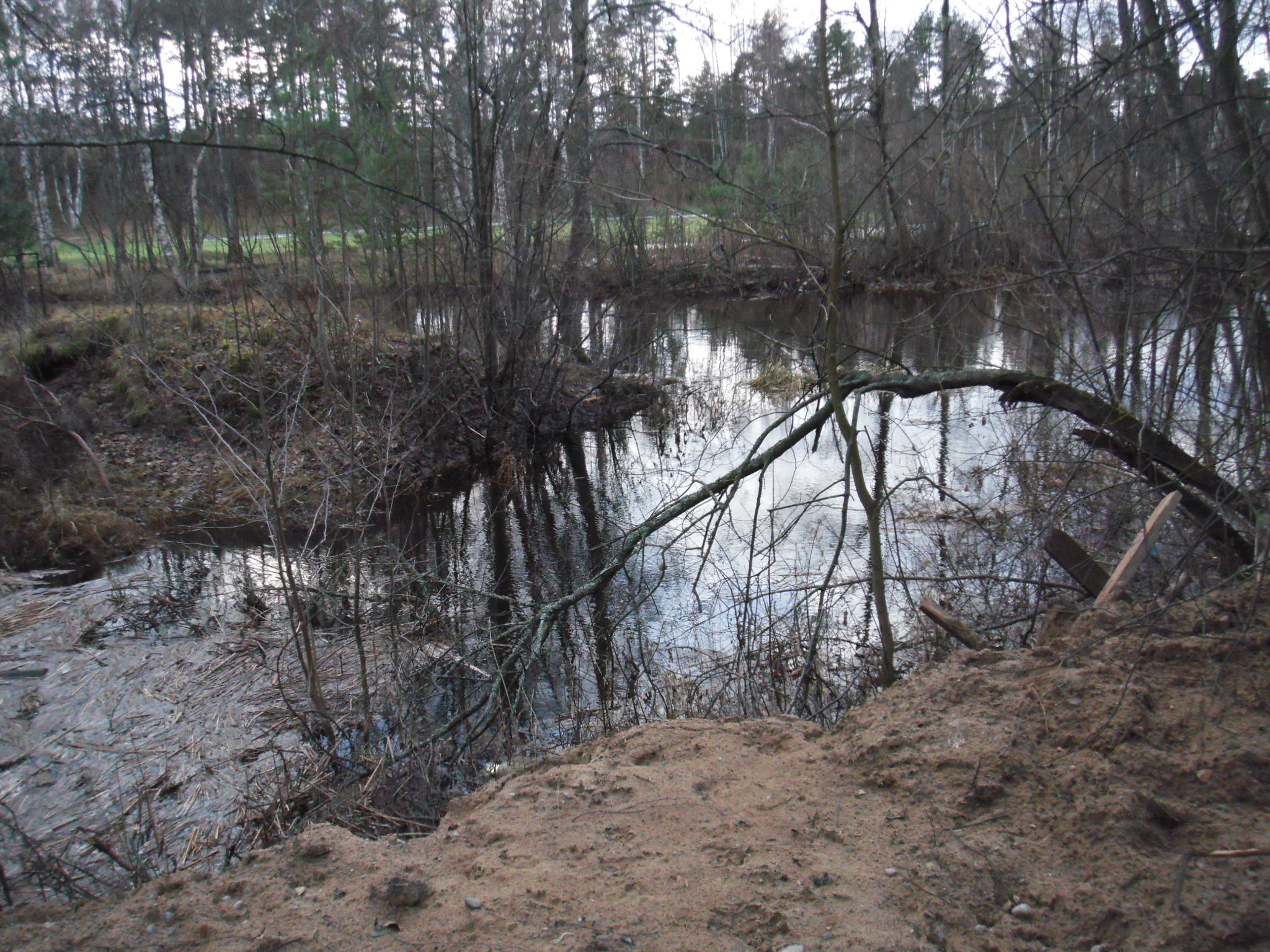
Сток Ржавой канавы в северный рукав реки Малая Сестра

Малая Сестра в нижнем течении образует дельту из двух рукавов-проток, формирующих остров, на котором с 1988 года располагаются санаторий «Белые ночи», санаторий «Дюны» и гольф-клуб «Дюна». На берегу залива вблизи устья северного рукава находится пляж Дюны. Длина реки от водохранилища до разветвления на рукавы 3 км, длина южной протоки — 1 км, длина северной протоки — 2,5 км. В северную протоку впадает водосливной канал «Ржавая канава». Ширина рек порядка 10—50 м, берега крутые, прорезанные водой в дюнных песках, покрыты сосновыми парками и скверами. Уровень воды зависит от уровня воды в заливе, во время наводнений вода может подниматься до 5 м (Балтийская система высот), затапливая родники и низинные участки побережья. Дно рек подстилается литориновыми глинами, которые использовались в начале XX века как лечебная грязь. Зимой при сильных морозах река замерзает. Толщина льда не превышает 30 см.

## История

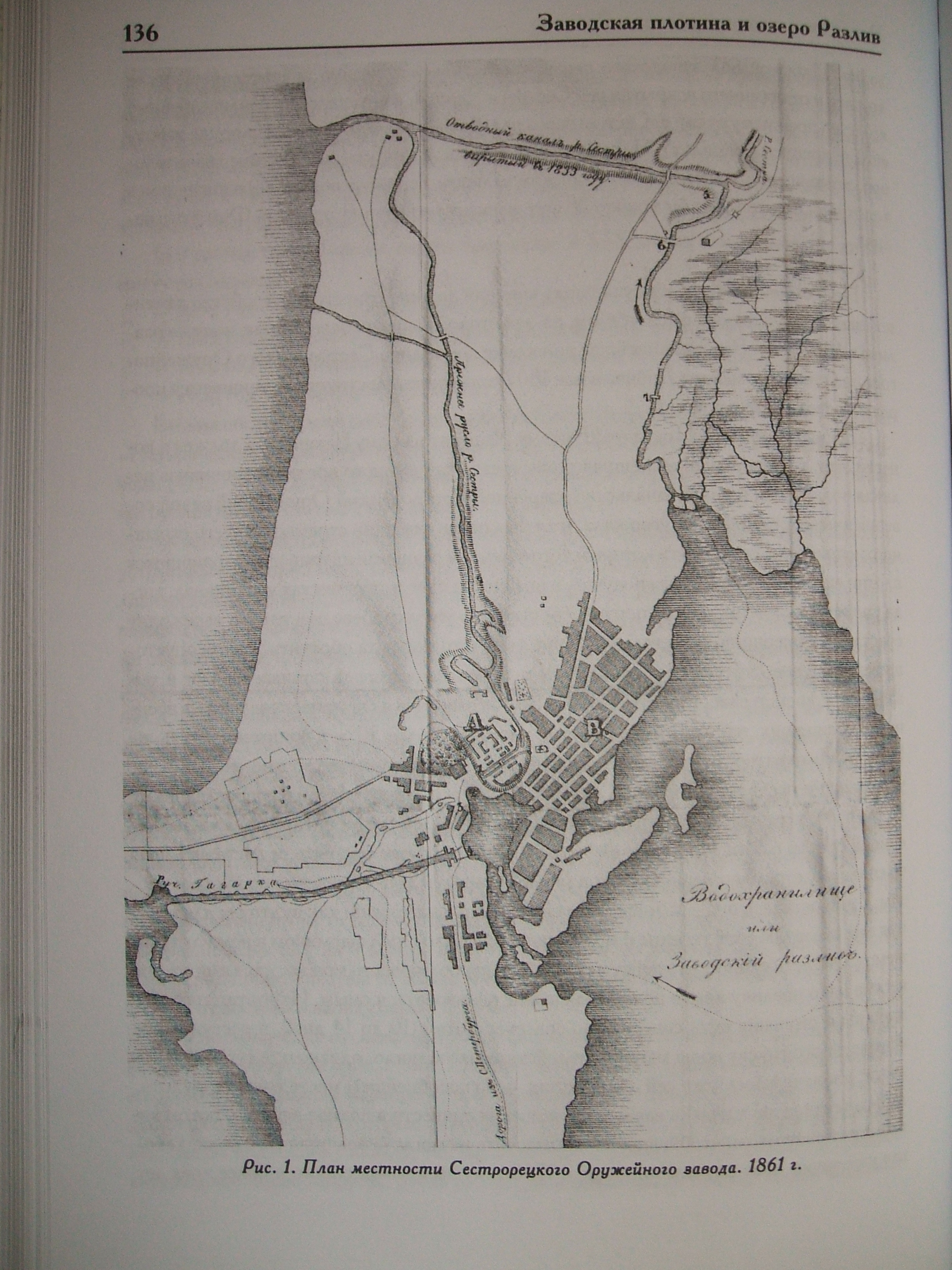
Карта Гаусмана в 1861 году

В истории река Сестра наиболее часто упоминается как пограничная река по Ореховскому договору.

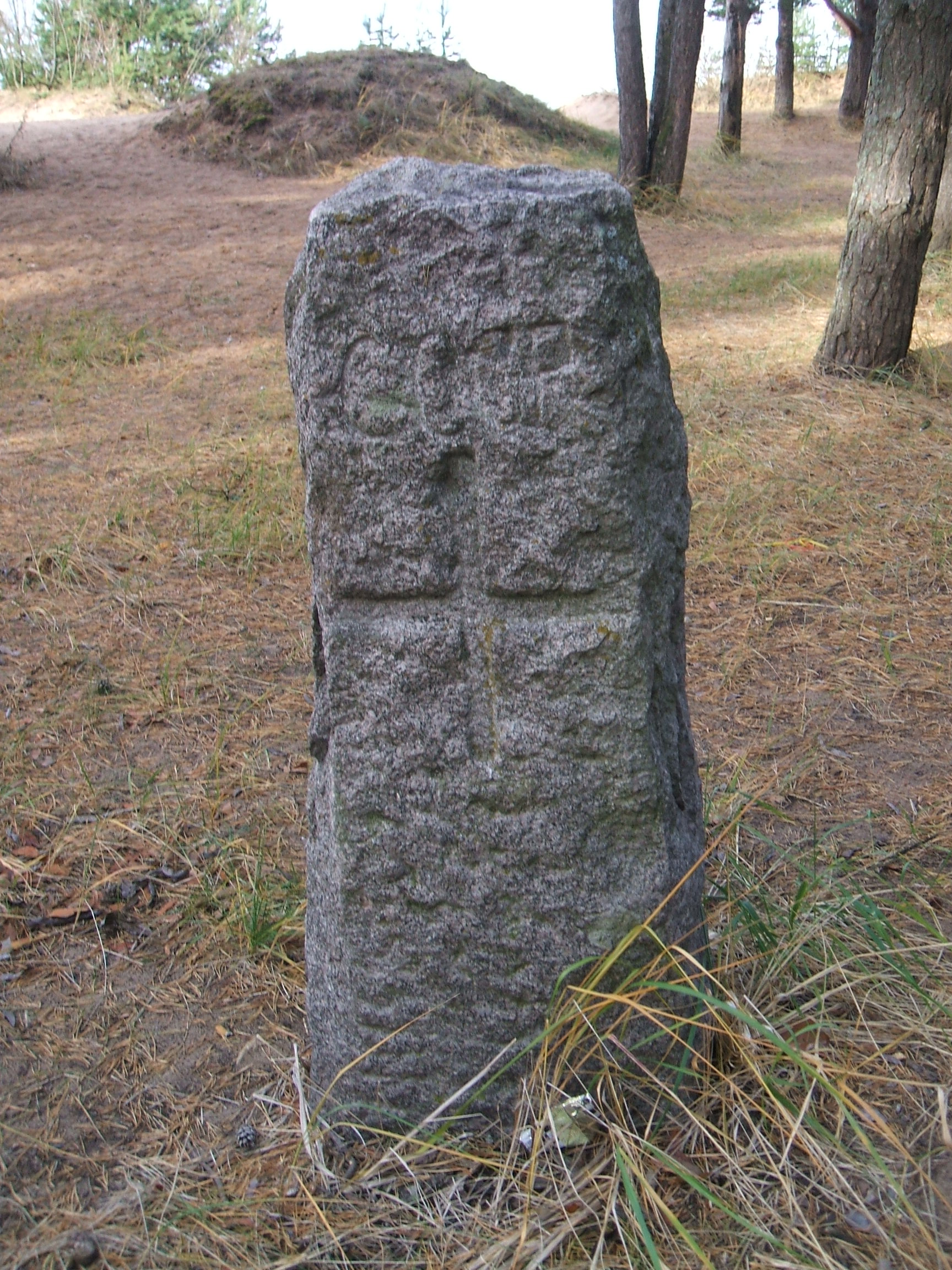
Пограничный столб на пляже «Дюны»

На берегу северной протоки сохранились гранитные межевые столбы и следы от заграждений нейтральной полосы между СССР и Финляндией. Во время ВОВ по берегам северной протоки и Ржавой Канавы проходили передовые рубежи обороны, следы от них остались в виде заросших военных траншей и окопов. Напоминает об этом и несколько ДОТ линии Карельского укрепрайона. До 1944 года остров между протоками Заводской Сестры занимал 5-й пограничный отряд.

Исторические фотографии реки Заводская Сестра
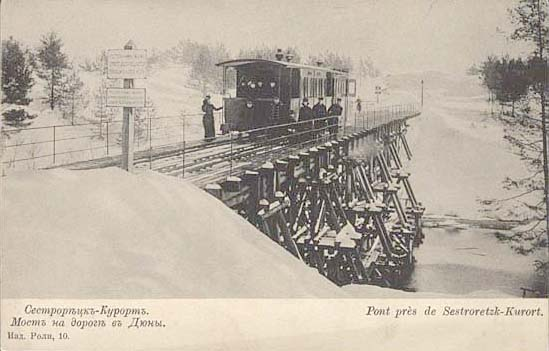
Железнодорожный мост в Курорте
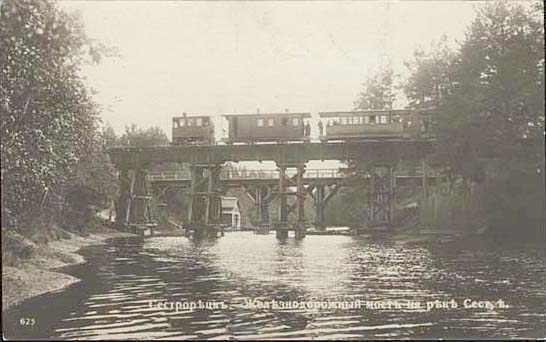
Курорт ж.д. и гужевой мосты
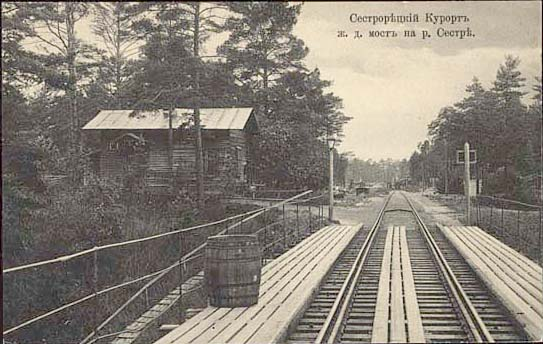
Полотно ж.д. через Заводскую Сестру
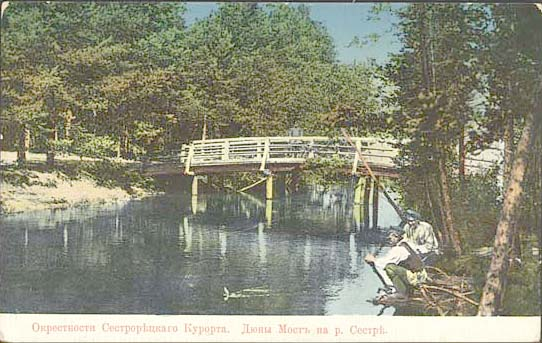
Пешеходный мостик
Катание на лодке по р. Заводская Сестра
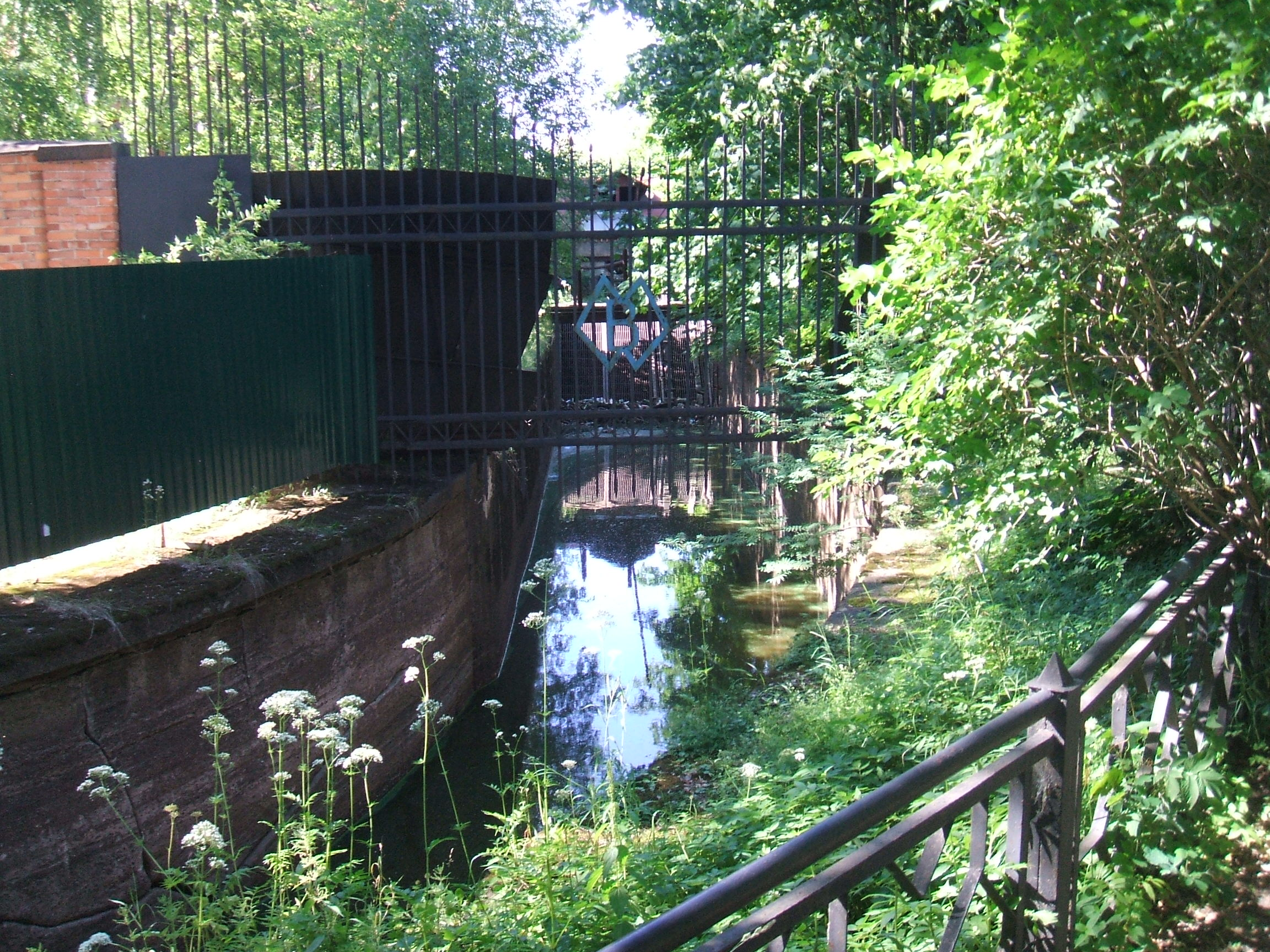
Заводская Сестра выше гидроэлектростанции
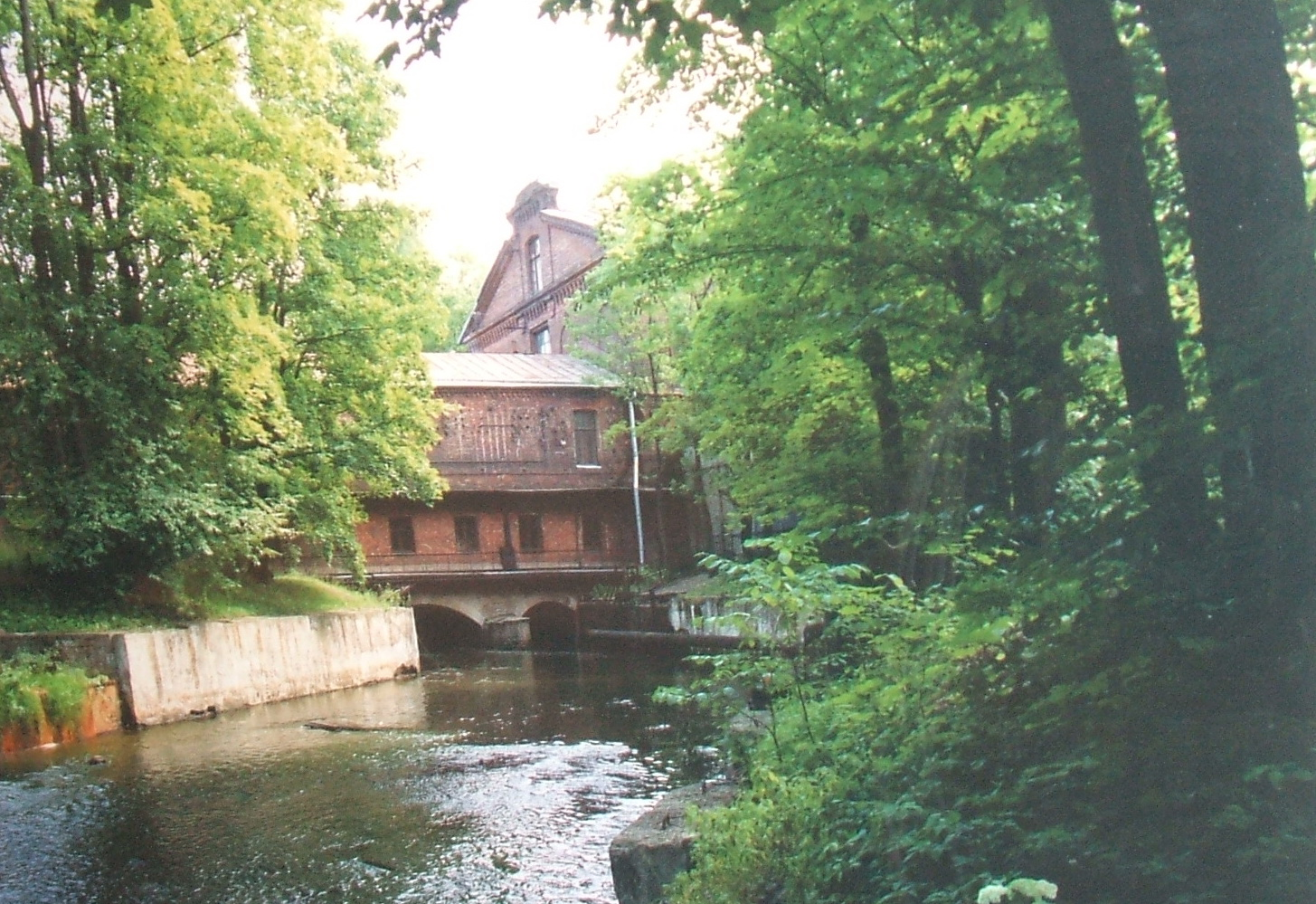
Вид реки на территории завода
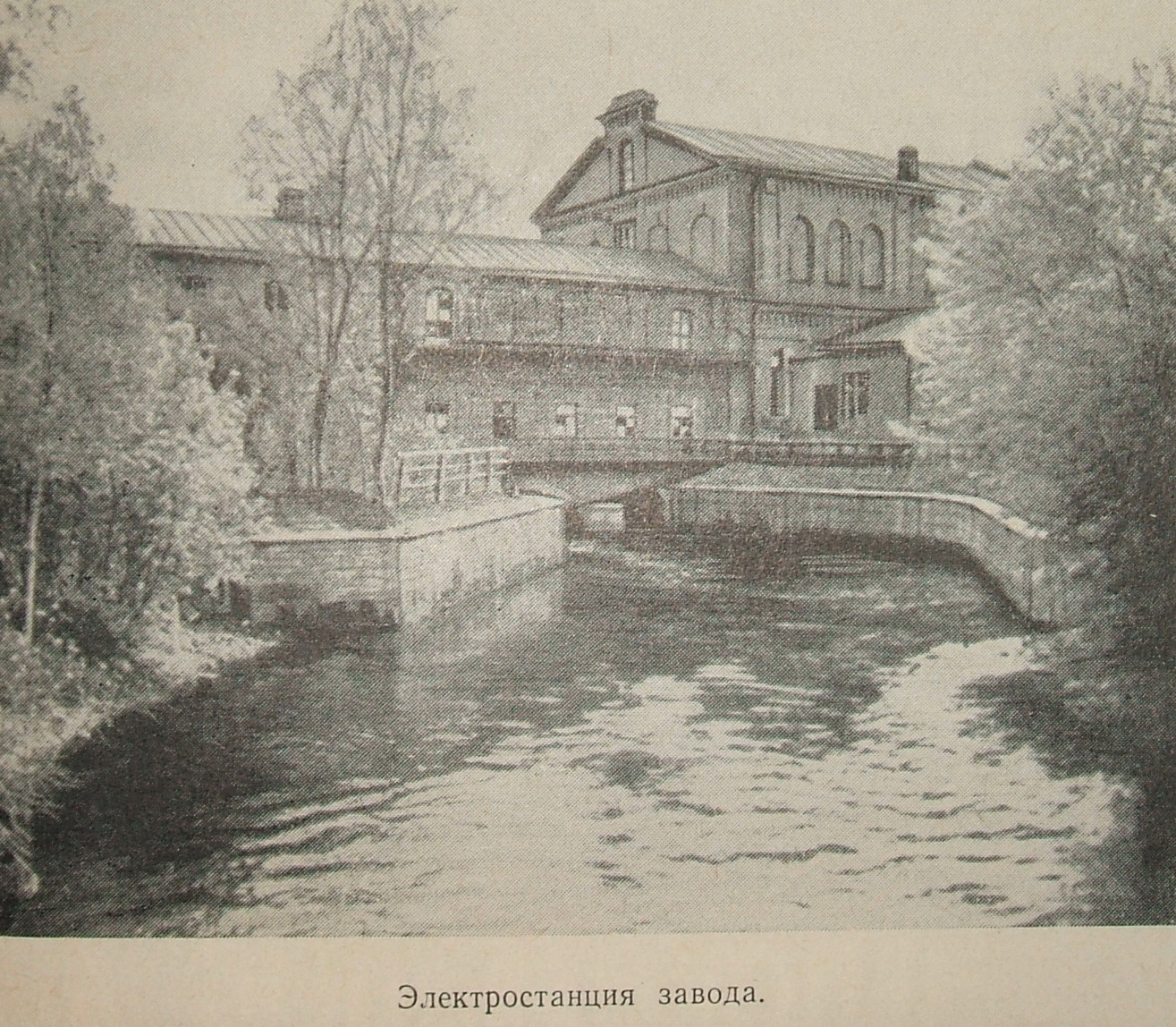
Электростанция завода СИЗ

## Экономика

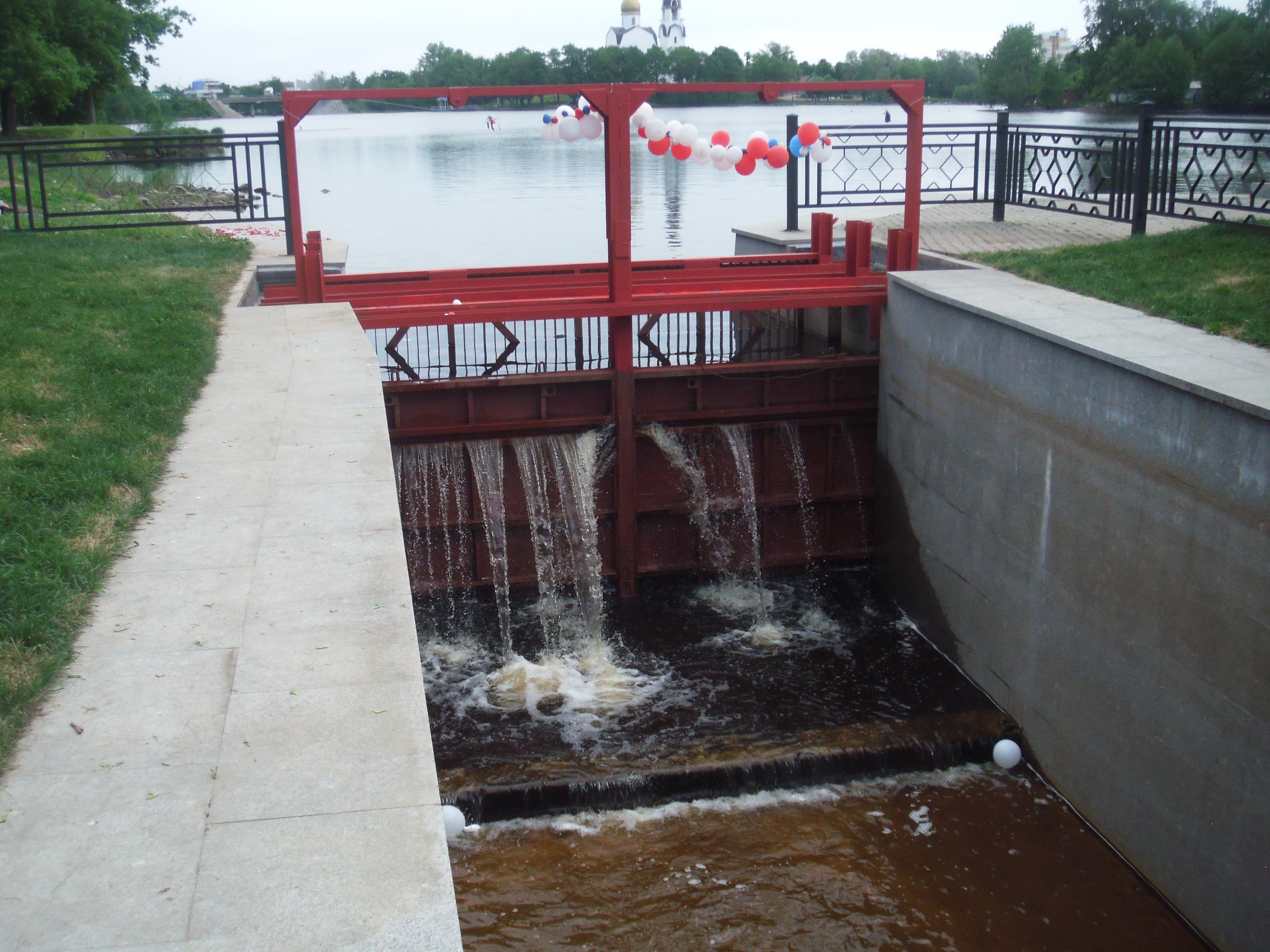
Заводской канал восстановлен и открыт

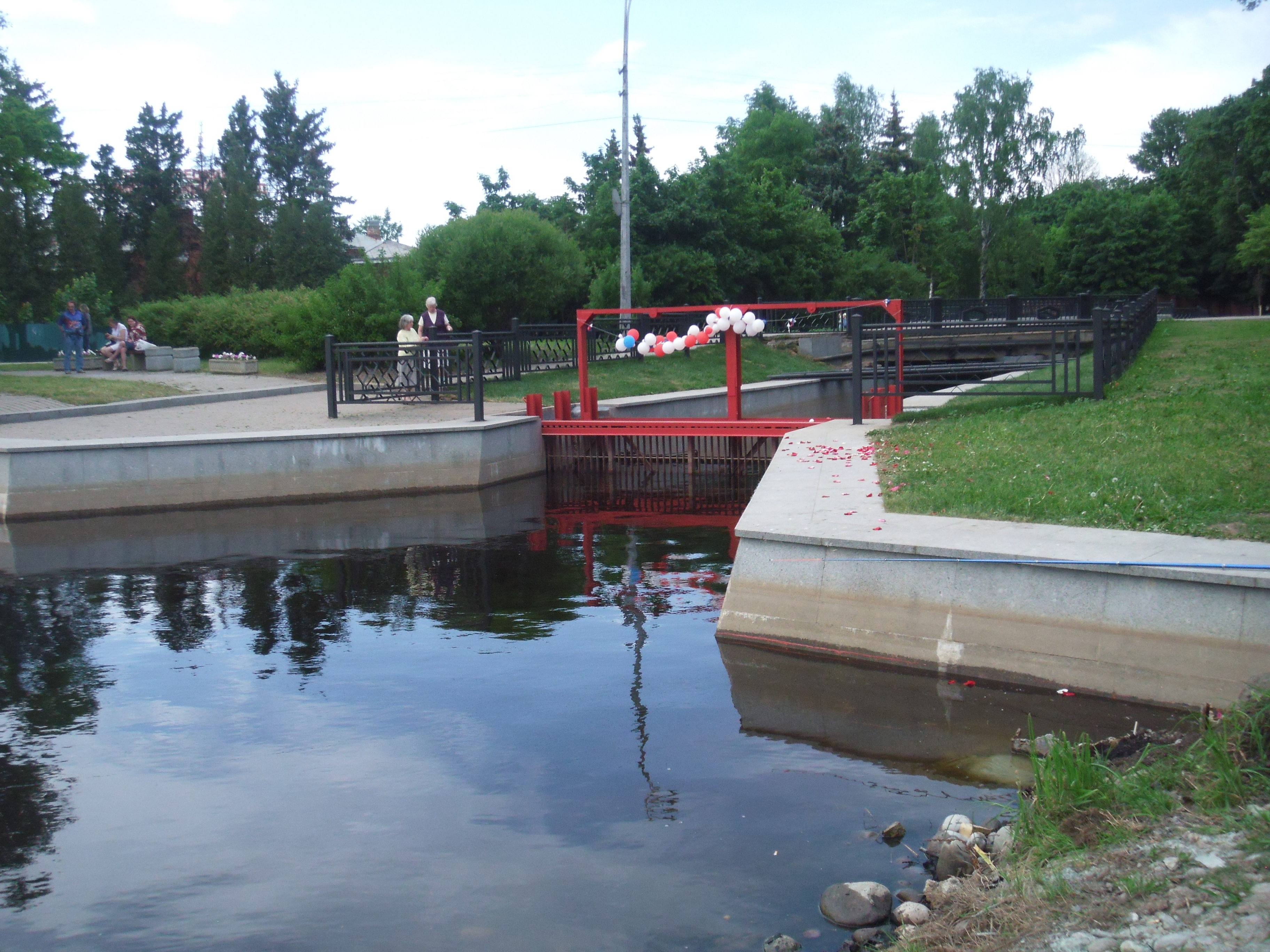
Заводская плотина июнь 2013 года

С 1721 года Заводская Сестра была основной движущей силой машин Сестрорецкого оружейного завода. По берегам реки строилось поселение, преобразованное в 1922 году в город Сестрорецк.
По берегам проходит улица Набережная реки Сестры (нечётная по правому, а чётная по левому берегам). Название набережной очень неудачное, так как на самом деле имеется в виду не река Сестра, а река Малая Сестра. Для связи берегов построено большое количество пешеходных мостов, но автомобильных всего два: один в Сестрорецке у плотины, а второй вантовый у «Белых ночей», с расстоянием между ними более 5 км. Один мост железнодорожный в Курорте. В Курорте — историческом районе Сестрорецка, на берегу реки находятся санаторий «Сестрорецкий курорт», «Детские Дюны», коттеджный кооператив «Особняк», «Белые ночи», «Дюны», Гольф-клуб, Сестрорецкое кладбище и ряд других предприятий и учреждений города.
В 2013 году в обустройство реки Комитетом по экологии СПб, вложены бюджетные средства: 1) на гранитную обицовку подводящего канала к ГЭС СИЗ им. Воскова (ООО «Технопарк») в границах улицы Воскова; 2) на восстановление ранее пересыпанного эоловыми песками устья реки в районе пляжа «Дюны» с целью восстановления течения реки. На территории завода сделаны препятствия, не позволяющие воде течь по искусственным руслам.

Пешеходные мостики через Заводскую Сестру
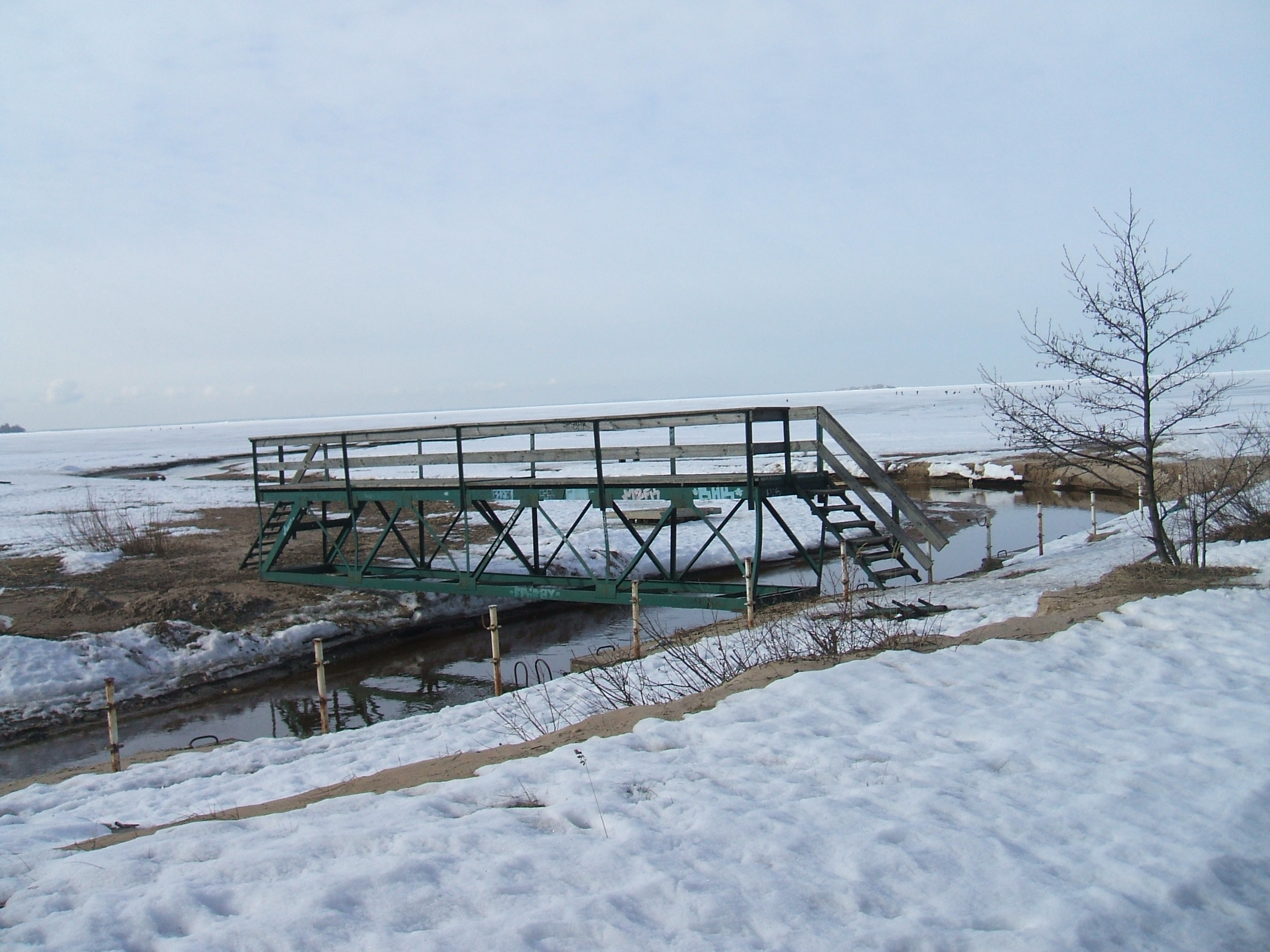
Устье Заводской Сестры до декабря 2011 года.
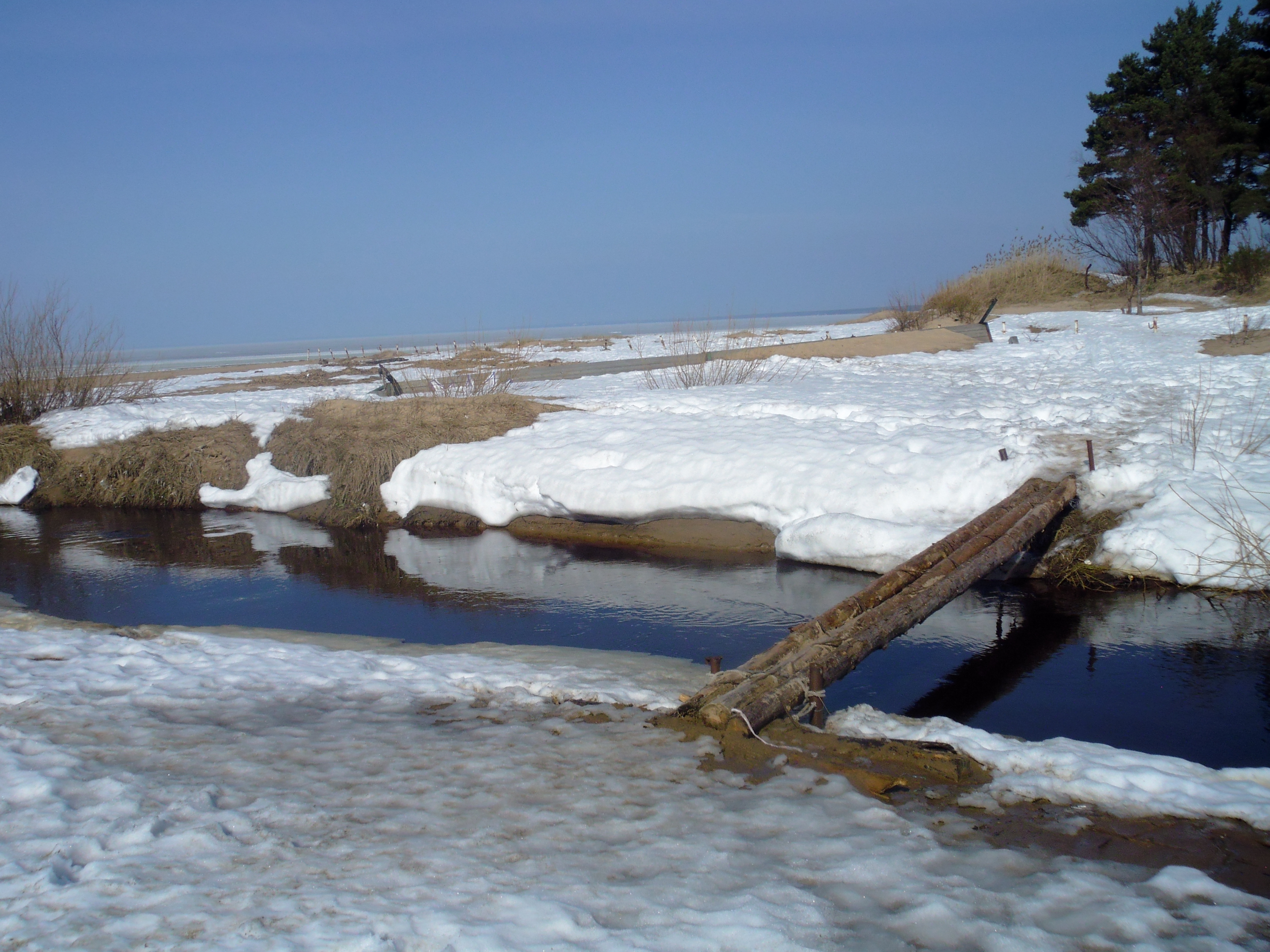
То же устье в 2013 году. Наводнение снесло мост.
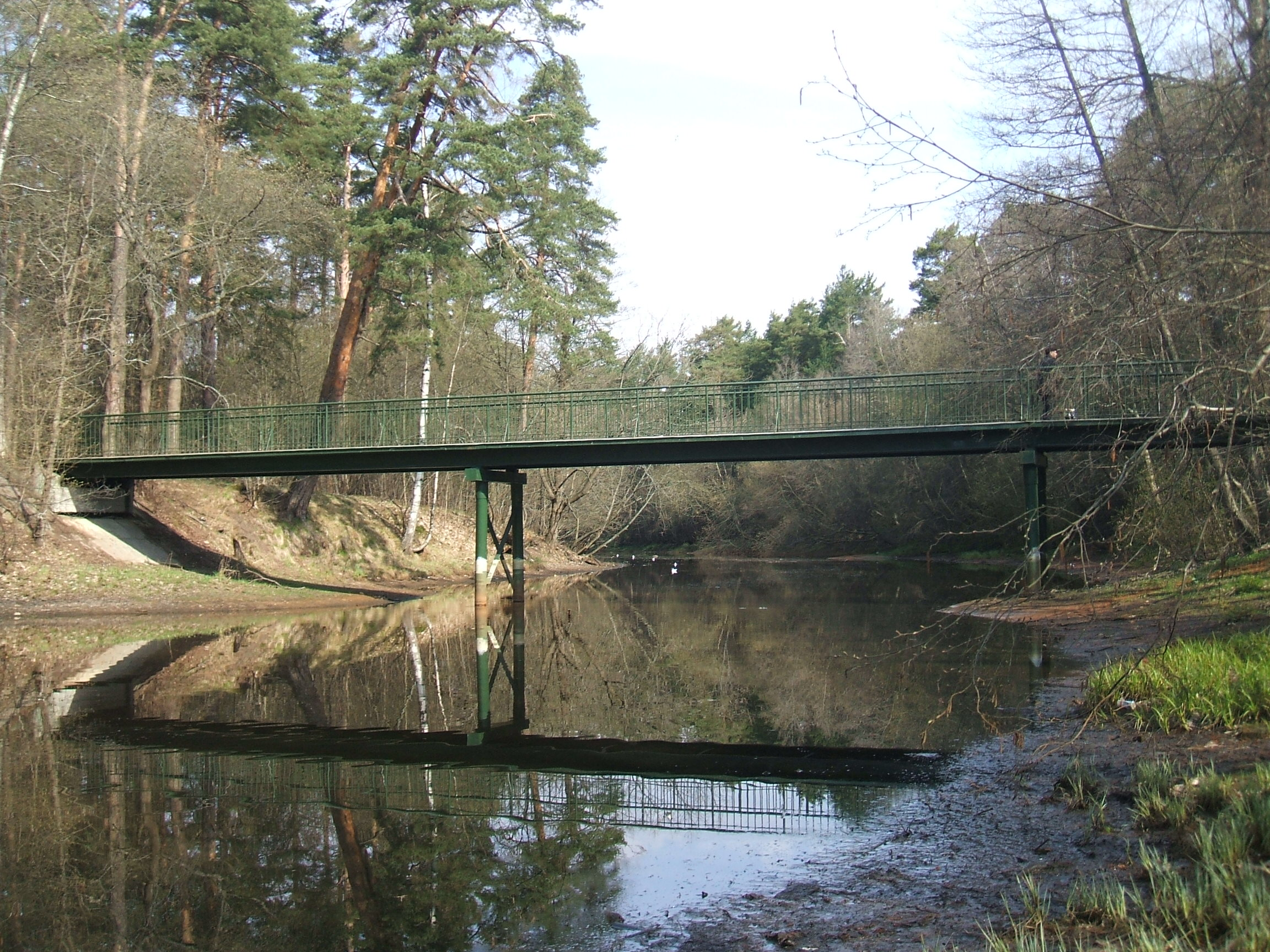
Заводская Сестра: мост с ул. Пограничной на Лесную в Сестрорецке
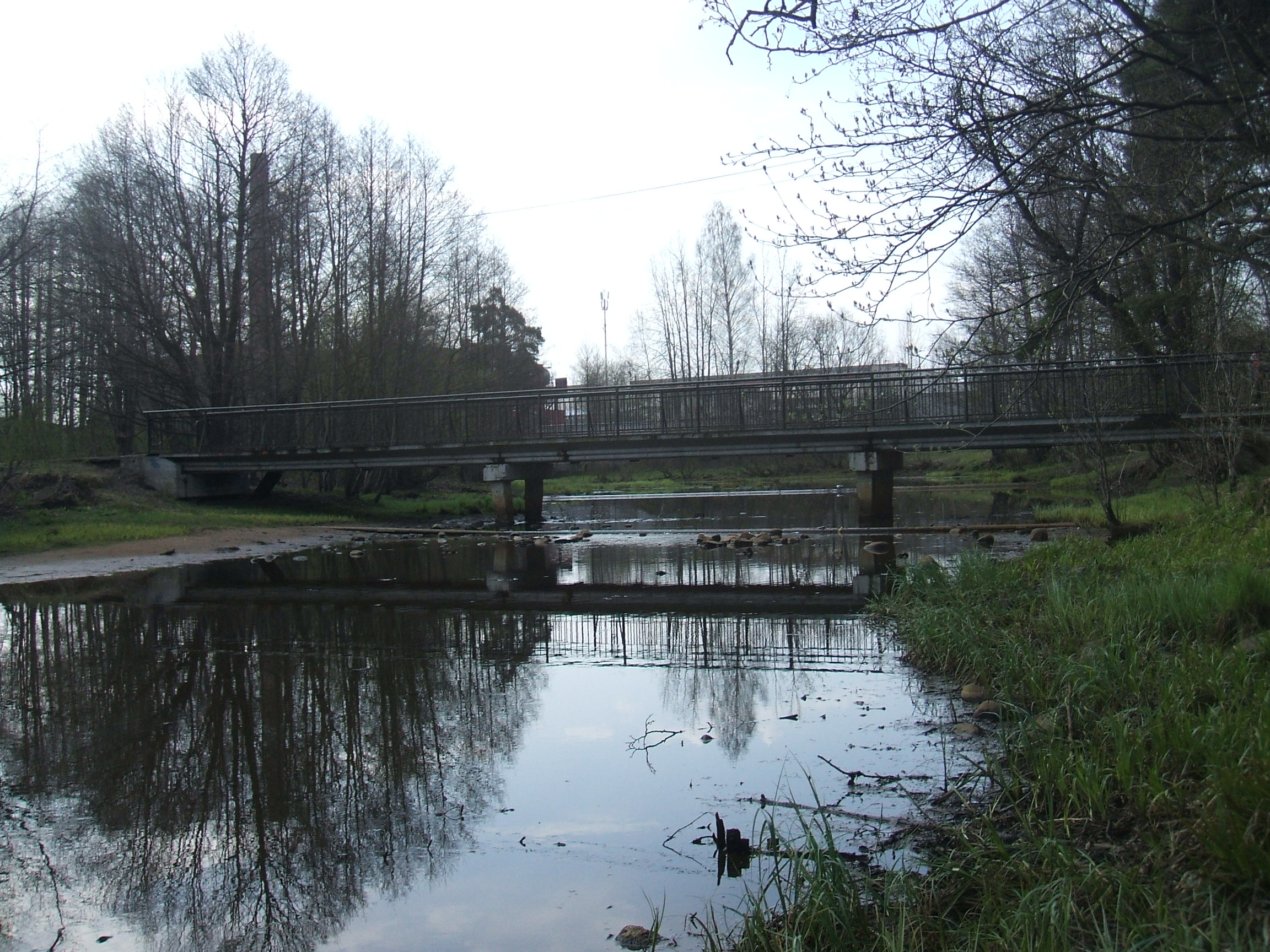
Заводская Сестра мостик от ул. Борисова на Ермоловский пр. Сестрорецка
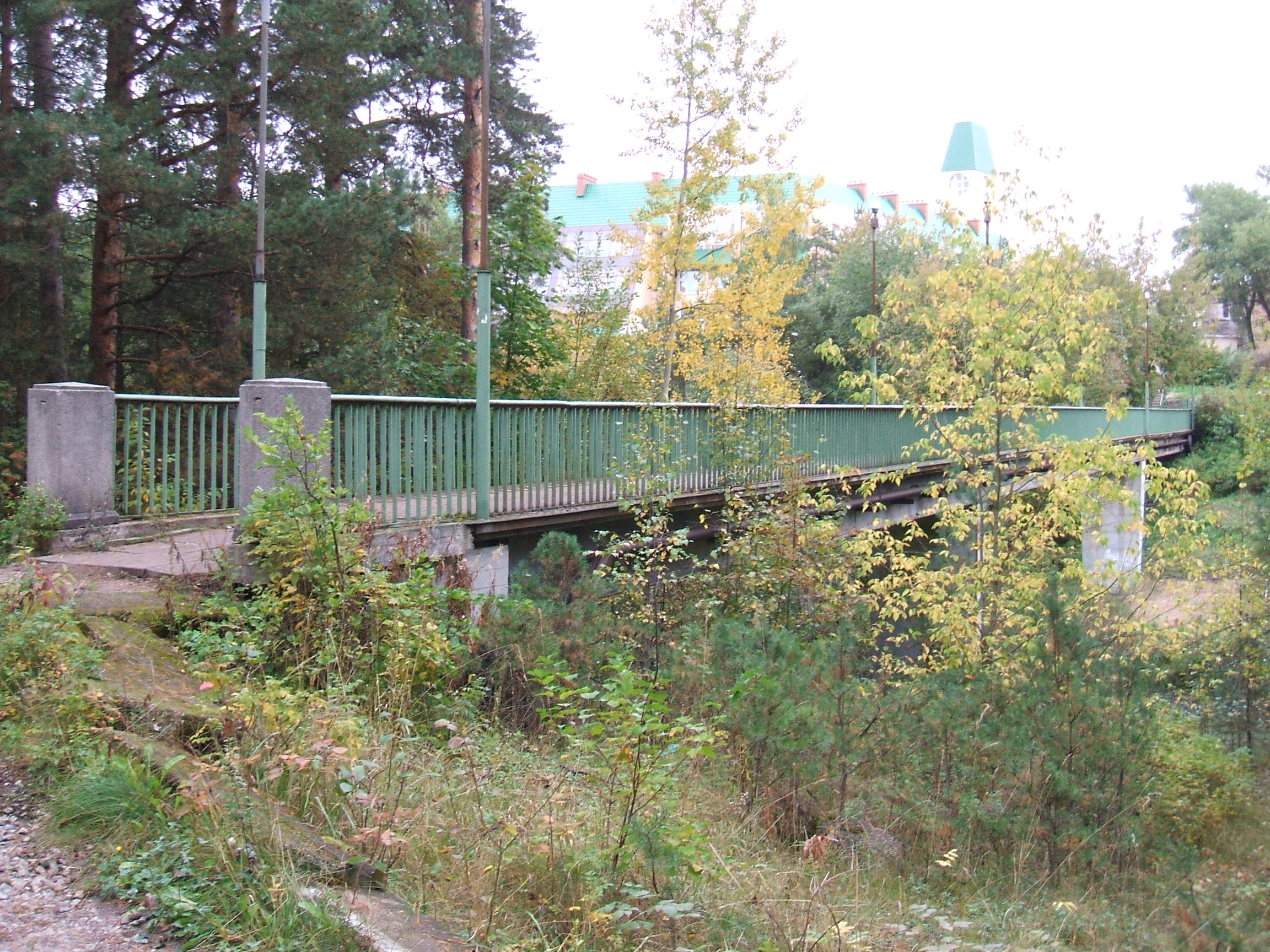
Пешеходный мост в «Детские Дюны»
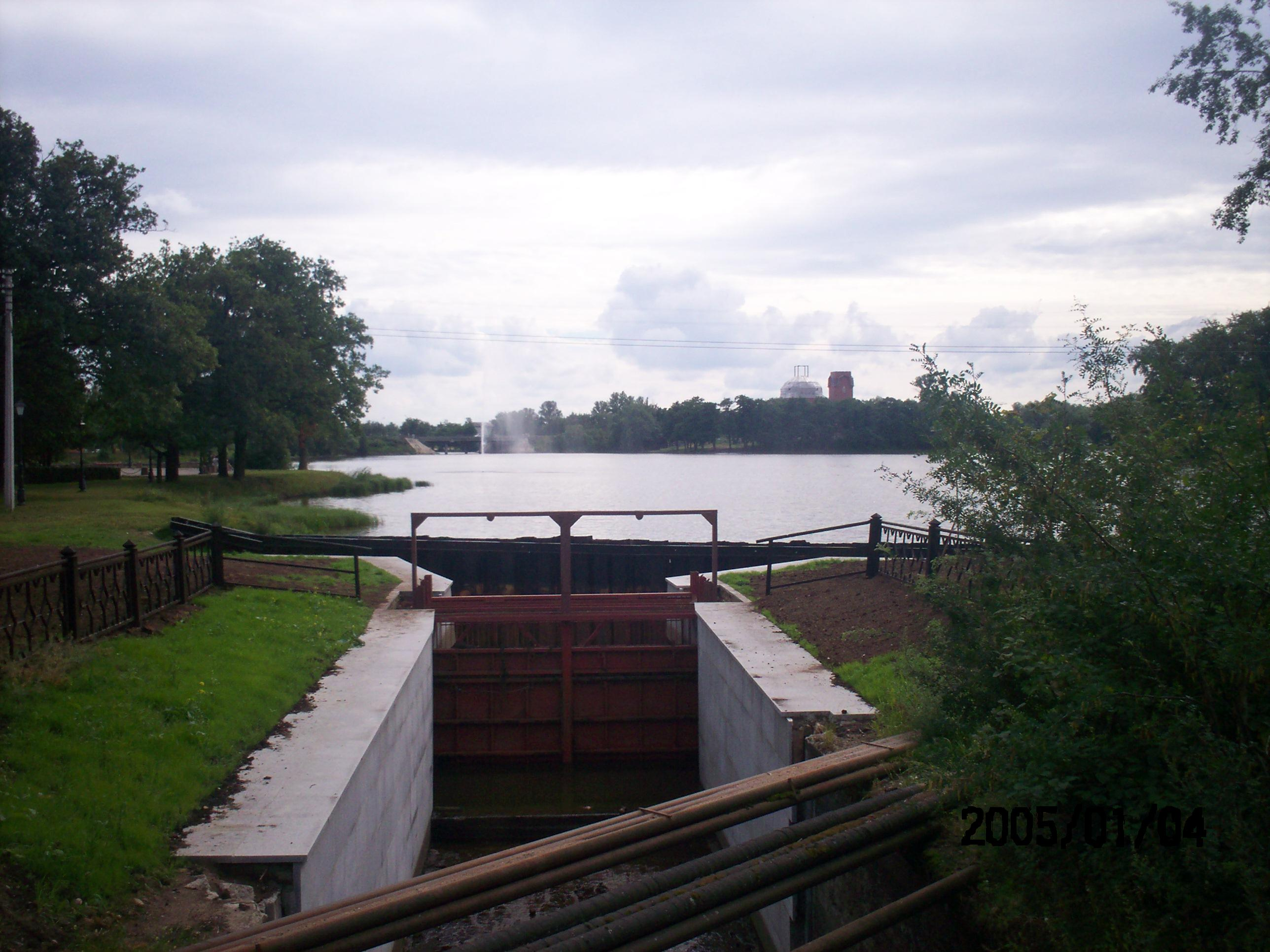
Исток Заводской Сестры
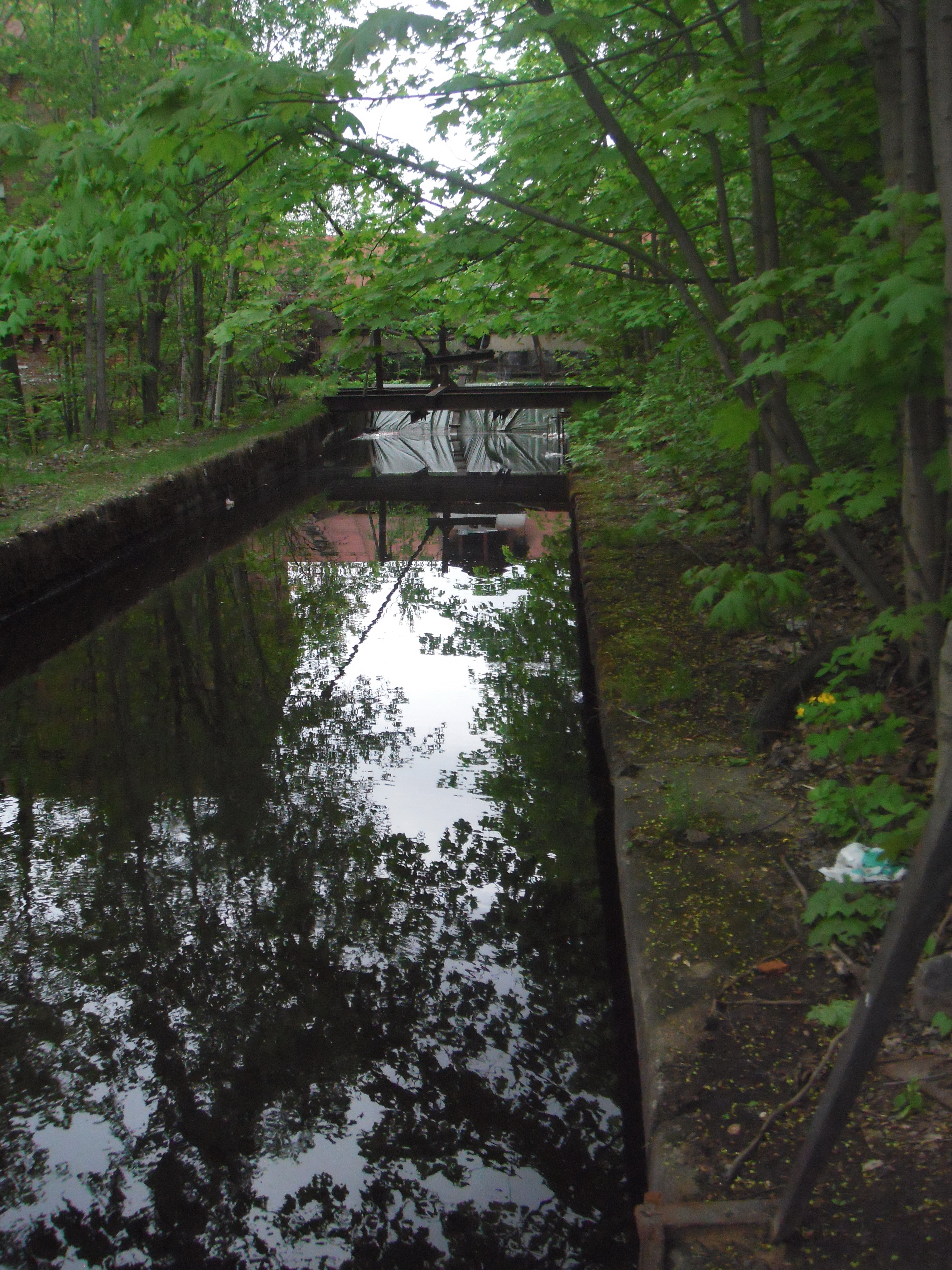
Подпор воды над ГЭС завода Воскова
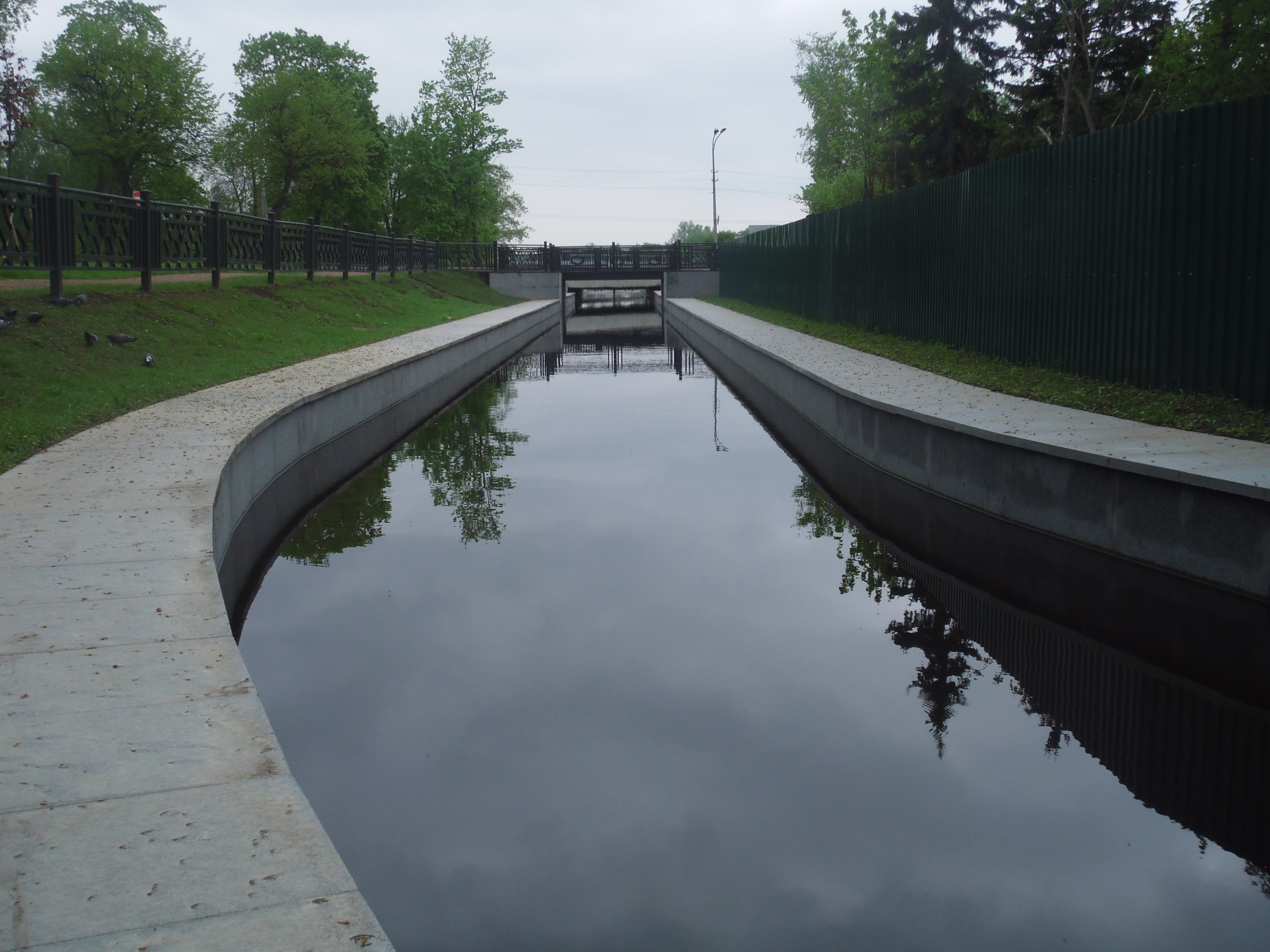
Канал ГЭС завода Воскова после реставрации
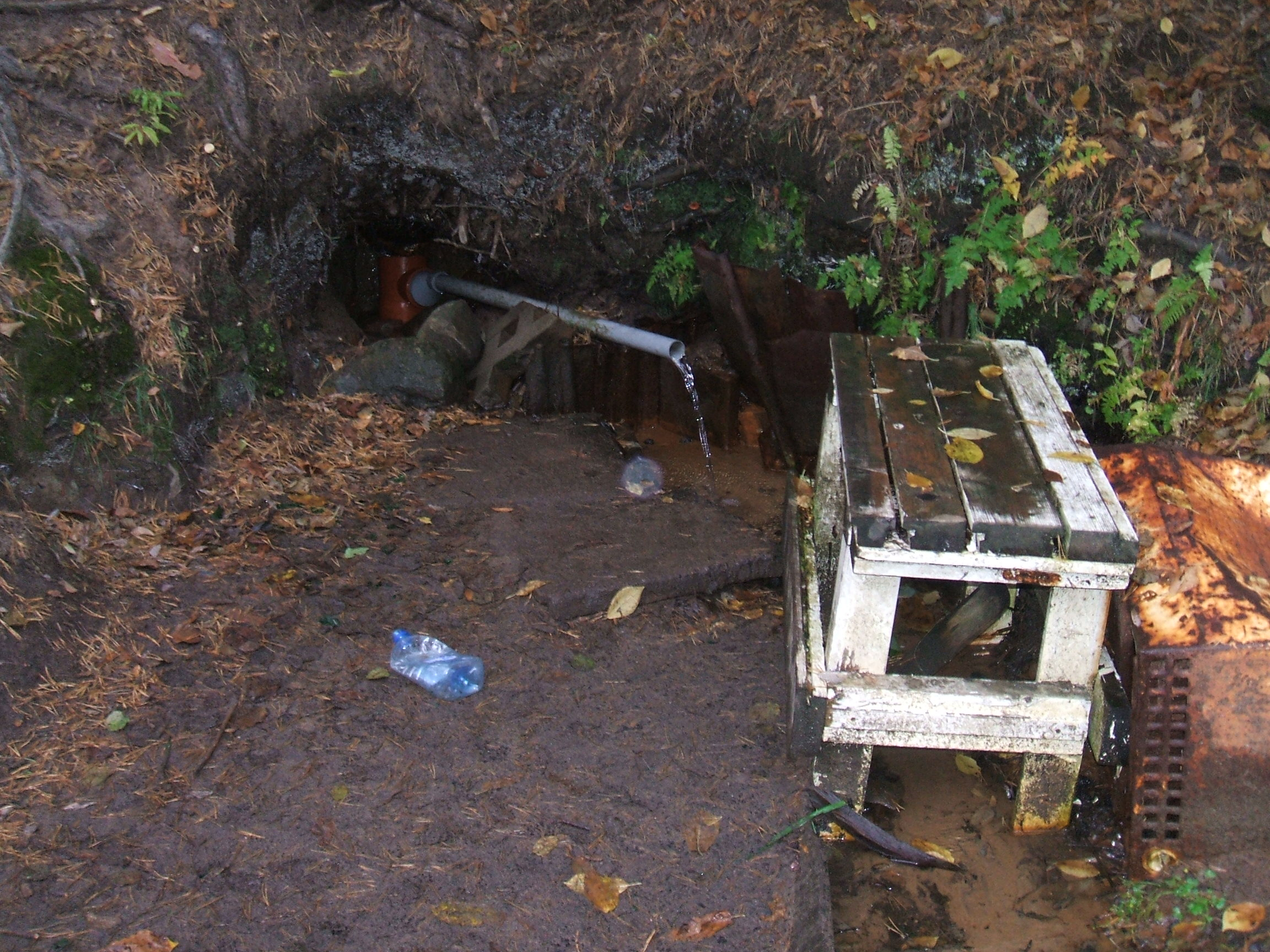
Родник на реке Заводская Сестра
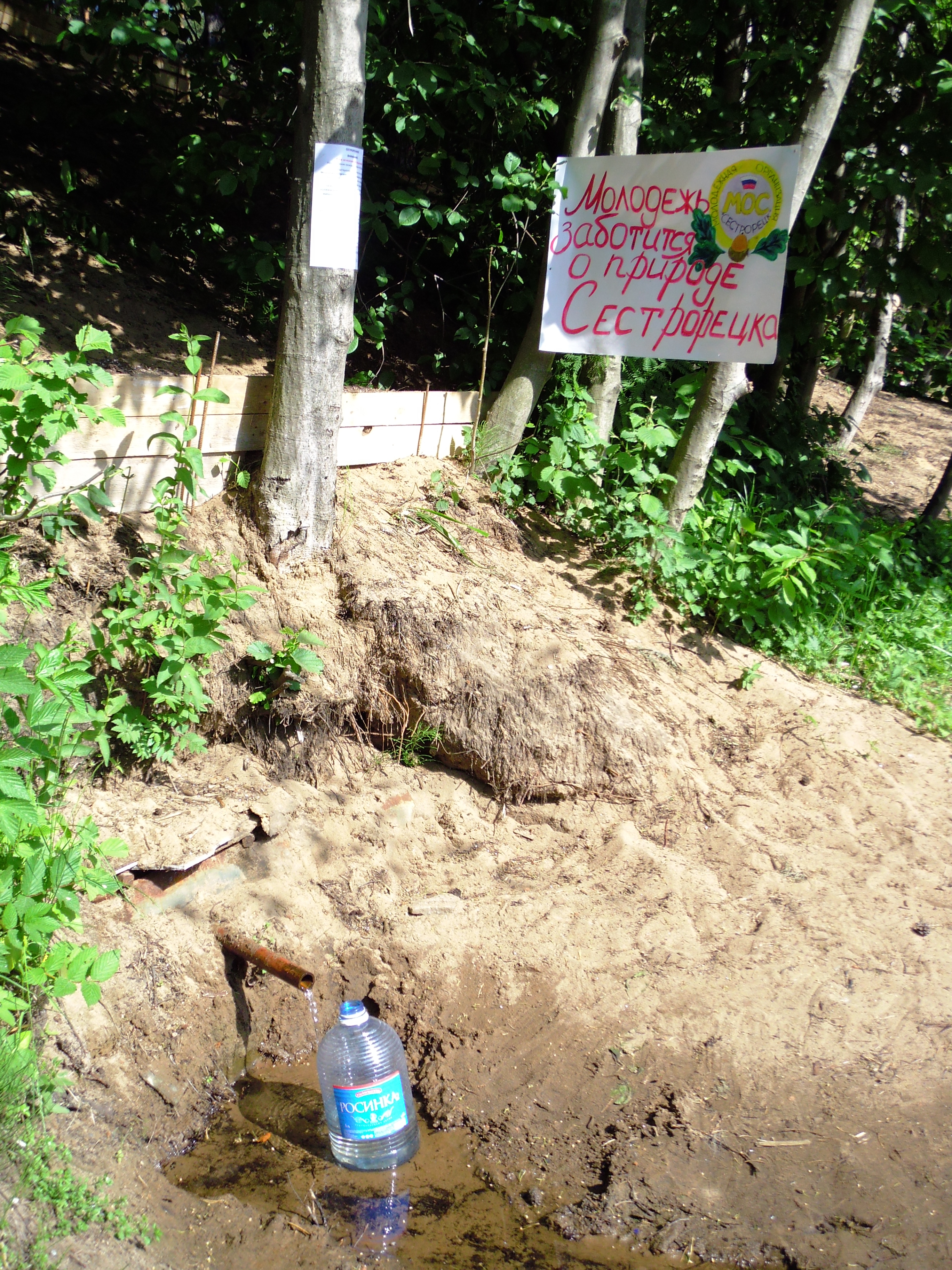
Бювет родниковой воды в сквере № 10042
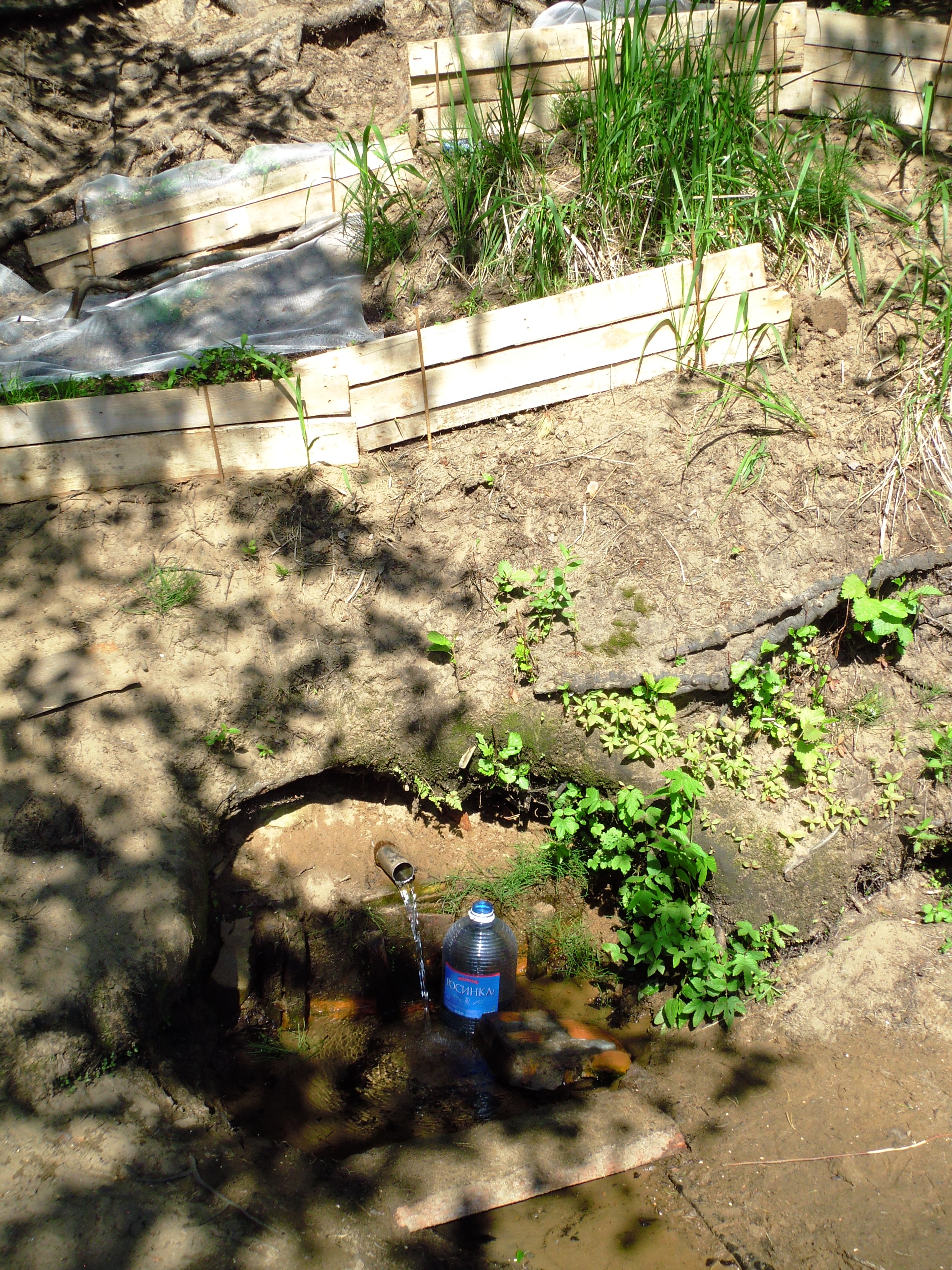
Молодёжное экологическое движение по обустройству родников от школы №433 Сестрорецка
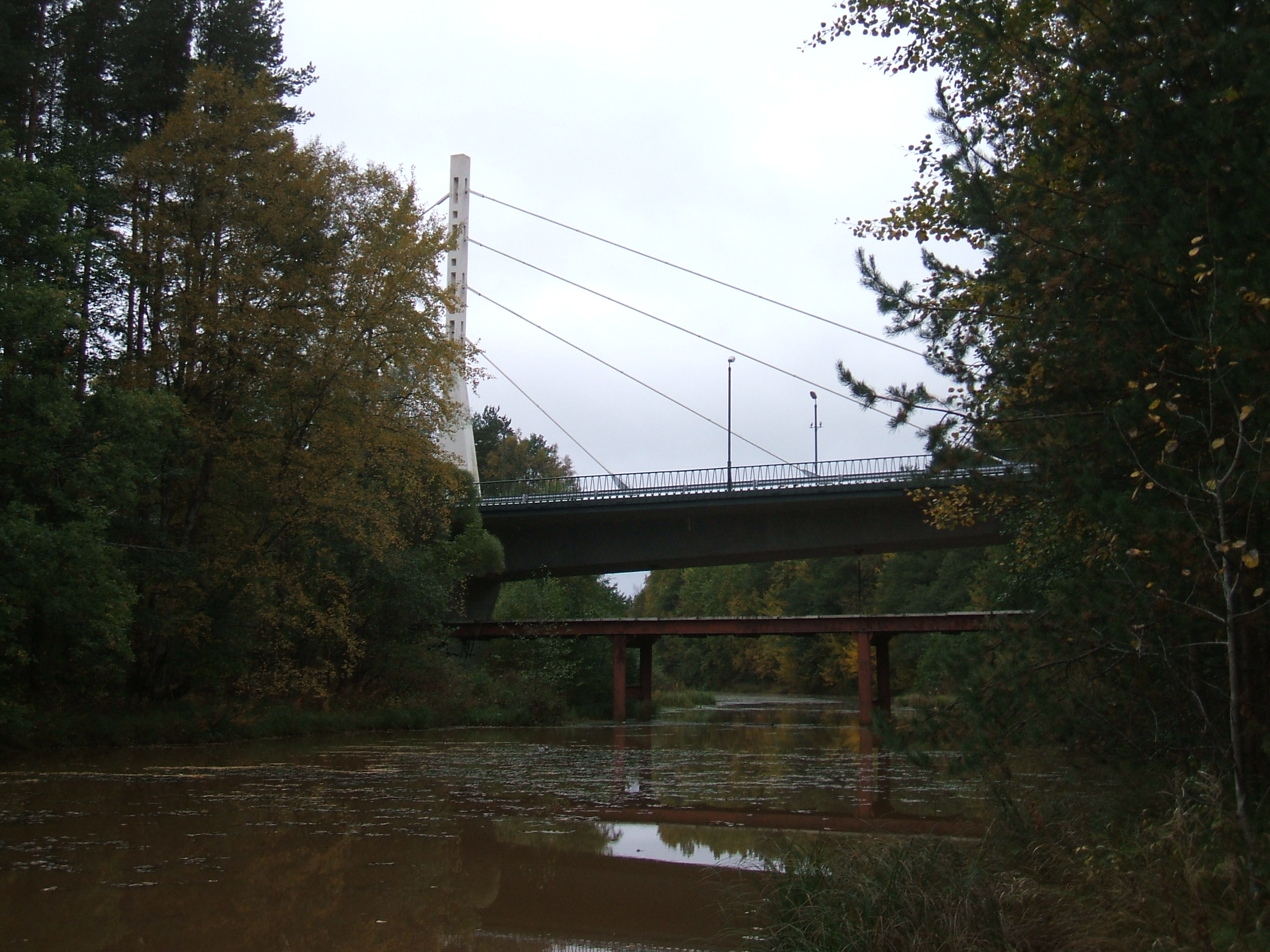
Вантовый мост в «Белые ночи» над р. Заводская Сестра

### Судоходство

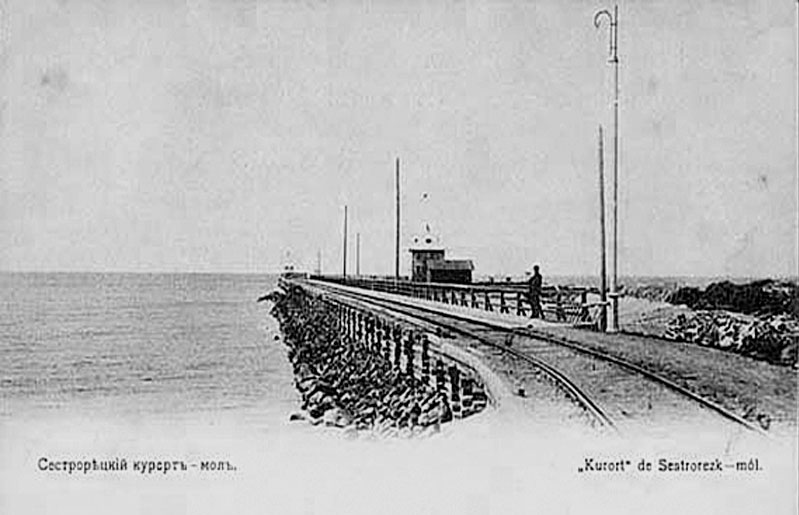
Гавань Миллера

Река Малая Сестра не судоходная, но проходима для лёгких прогулочных лодок и байдарок.
Есть сведения, что до конца XIX — начала XX века река была судоходна. Объяснением этому может быть интенсивная промывка с углублением русла большими объёмами сбрасываемой воды от работавшей гидроэлектростанции Сестрорецкого завода, либо искусственным подпором воды в устье реки.
До 1917 года в устье южной протоки находилась Гавань Миллера, к которой подходила Приморская-Сестрорецкая железная дорога.

## Экология
Экология связана с экологией Сестрорецкого Разлива, которая признана неблагополучной по заражению сине-зелёными водорослями особо токсичной разновидности.
В 2012 году ЭкоВахта СПб обратила внимание на критическое состояние берегов реки засыпанных антропогенным и техногенным мусором не только вдоль Сестрорецкого инструментального завода через территорию которого она протекает, но и далее вплоть до Финского залива, особенно в местах застройки берегов малоэтажными жилыми зданиями. Патруль ЭкоВахты направил обращение с подписями граждан в профильные комитеты правительства СПб.

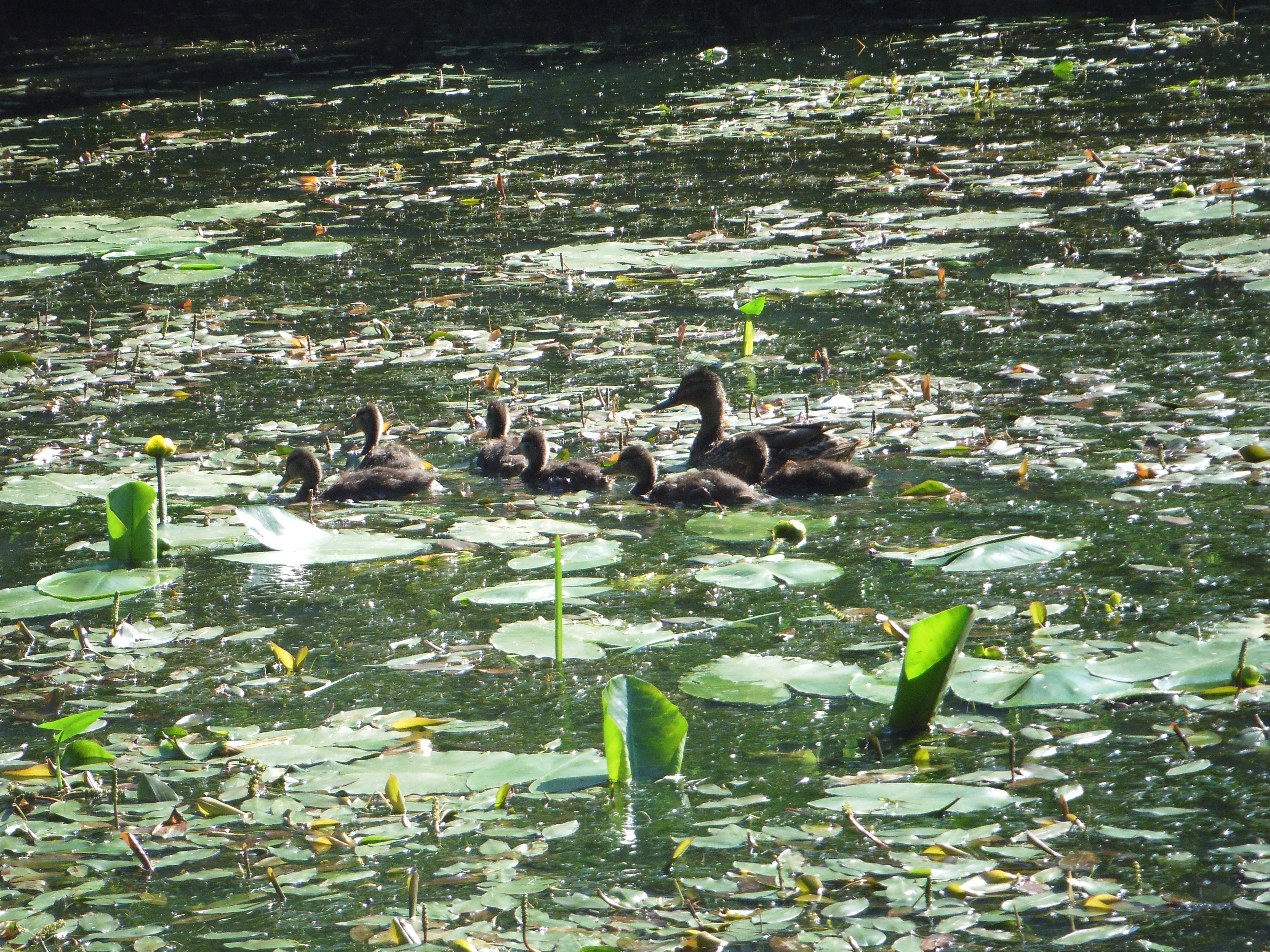
Утиная идиллия у родников
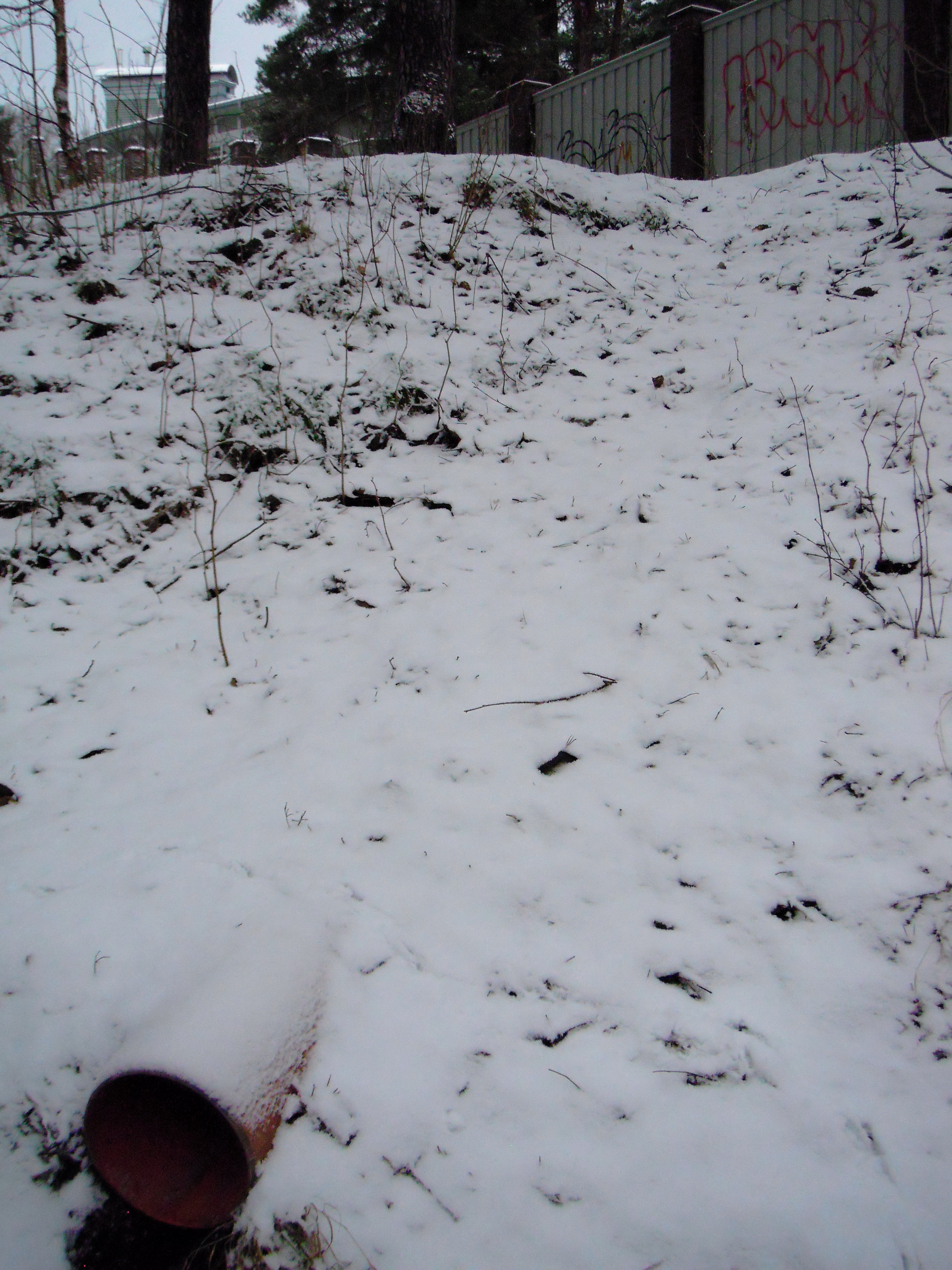
Канализационный сток в реку
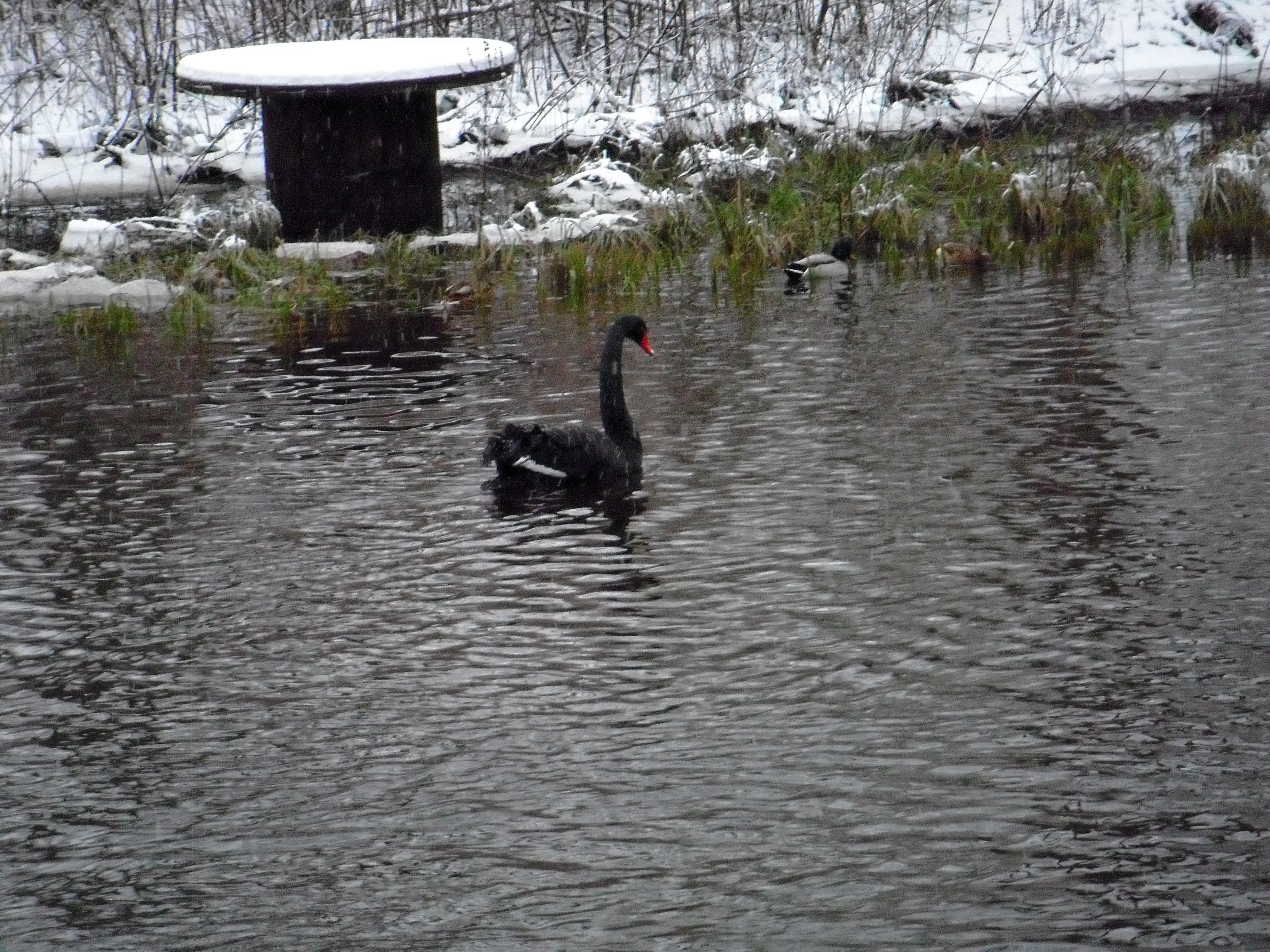
Какая птица долетела до Сестрорецка?

### Рыбы
Река не имеет рыбопромыслового значения. Редким любителям попадаются на удочку или «паук» корюшка, щука, лещ, подлещик, ёрш и прочая мелочь, в основном, используемая как корм для кошек.

## Земляные работы
В 2013 году вблизи устья северной протоки реки Малая Сестра проводились масштабные земляные работы.

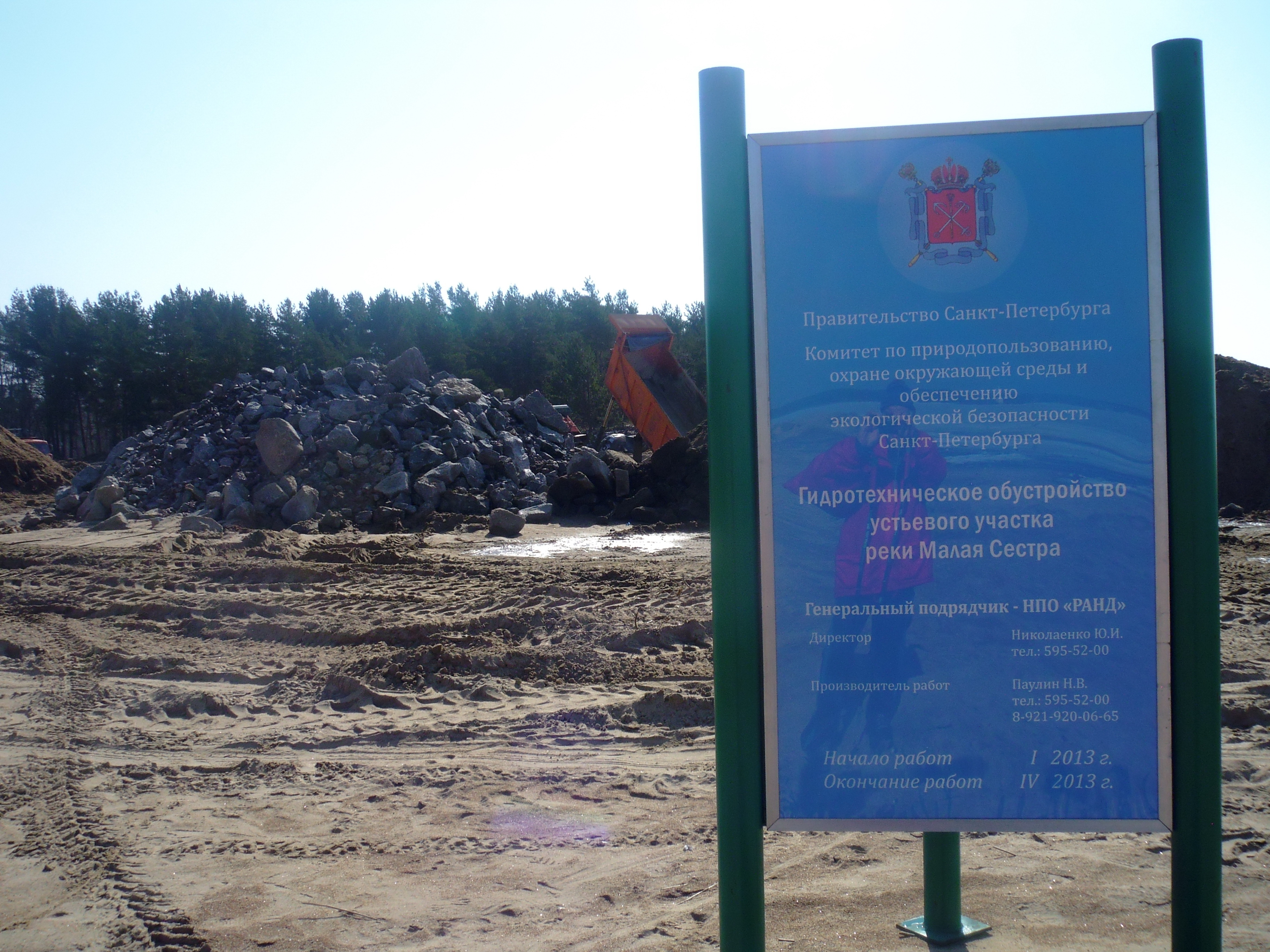
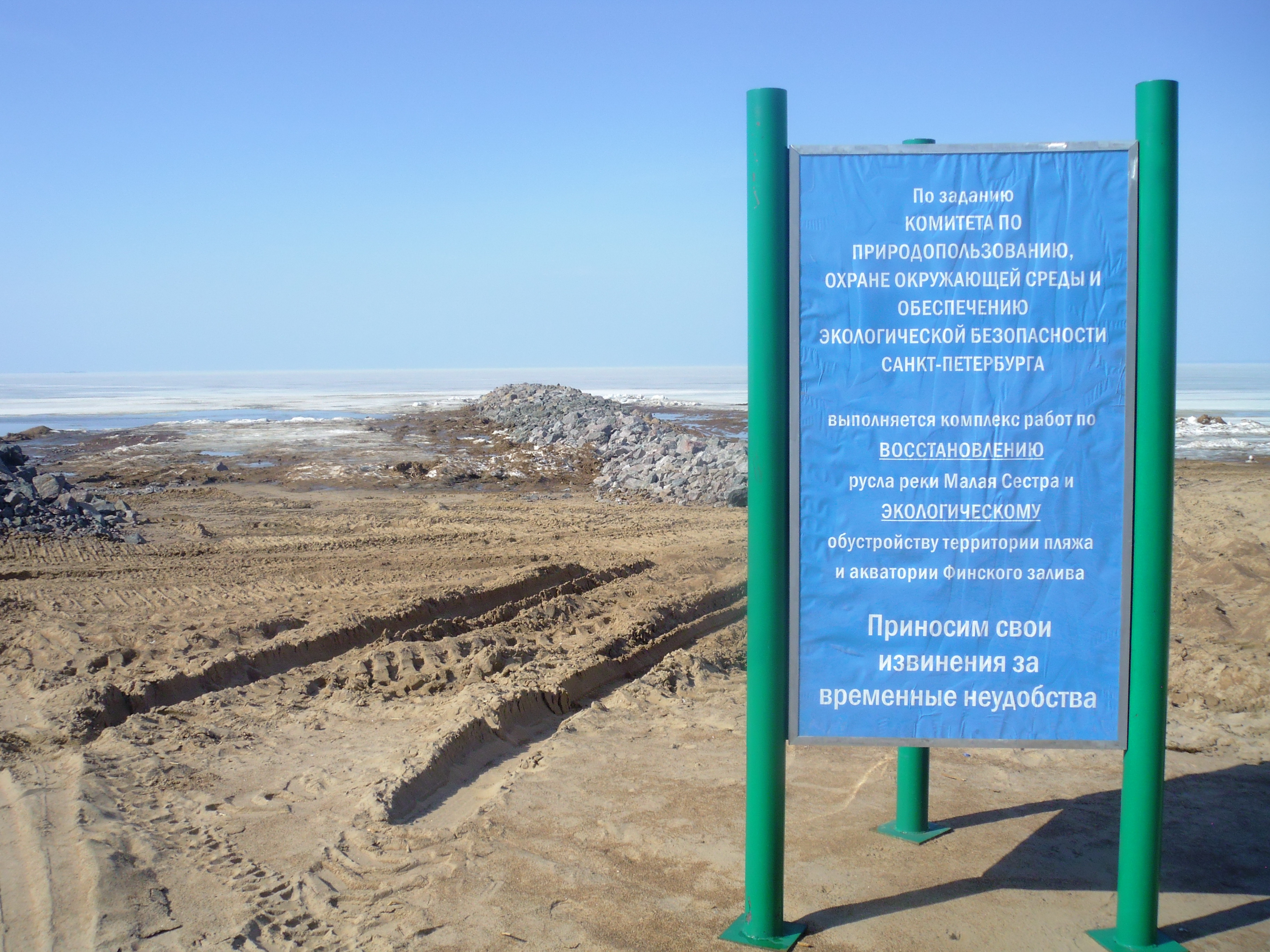
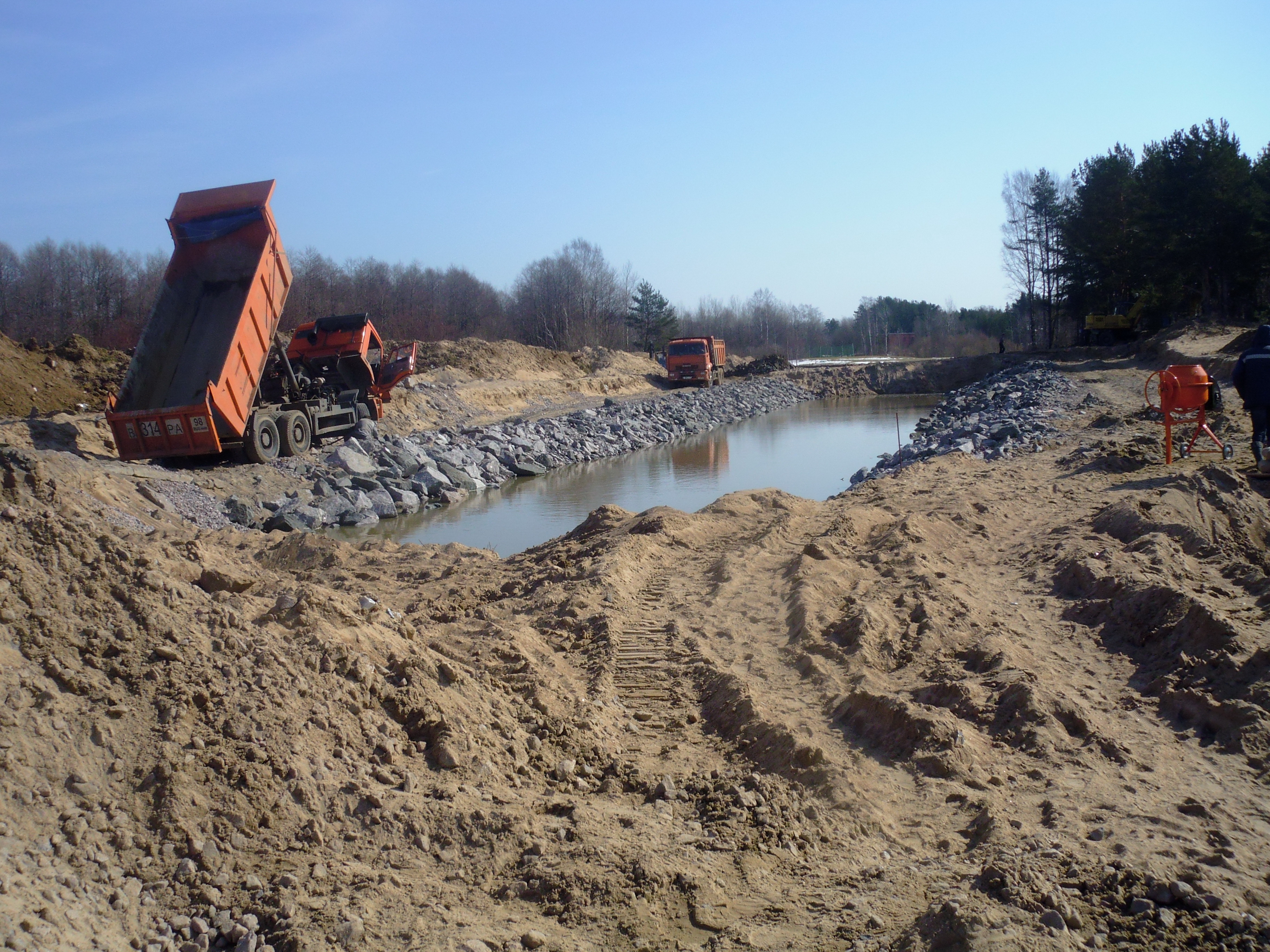
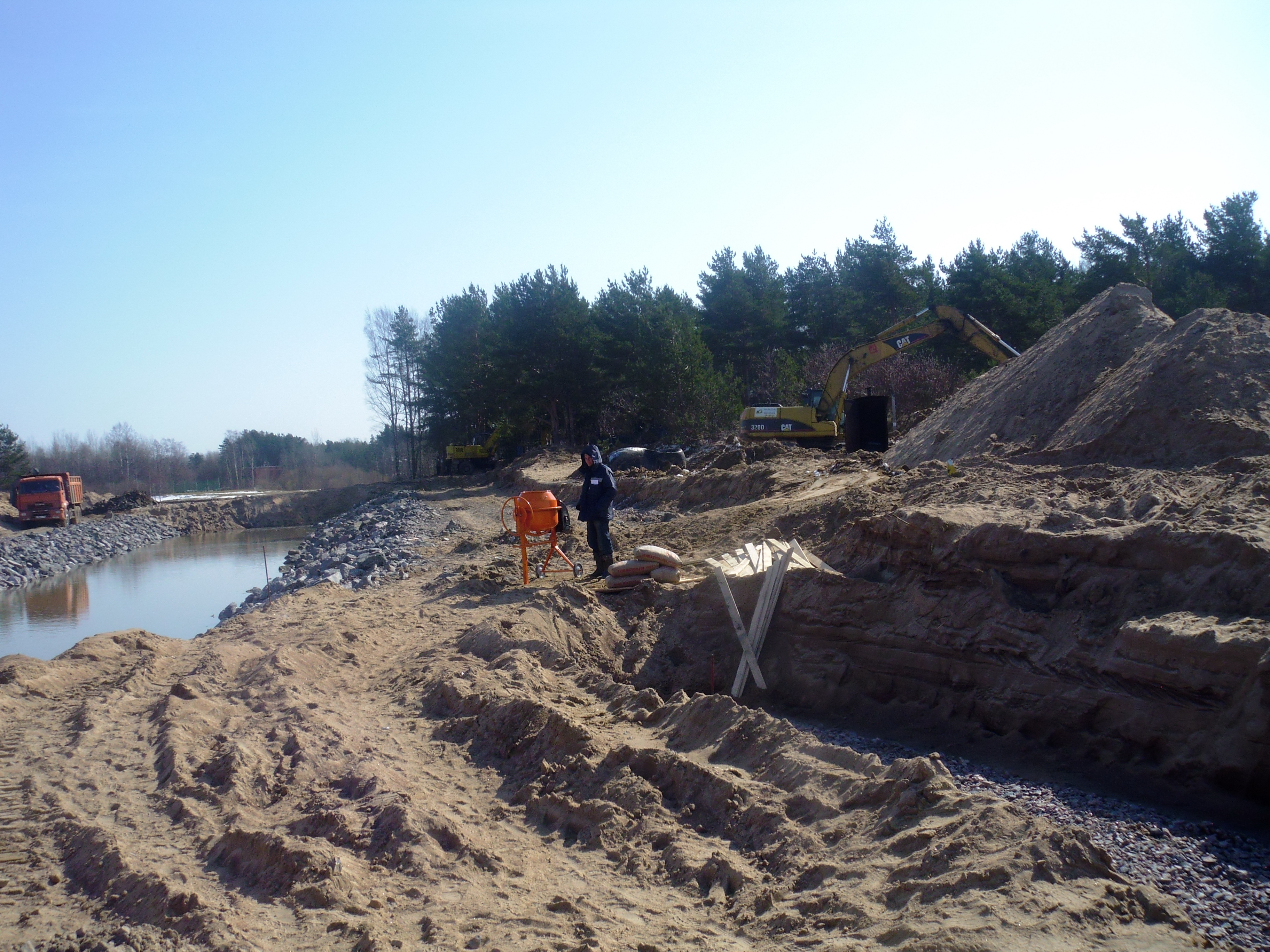
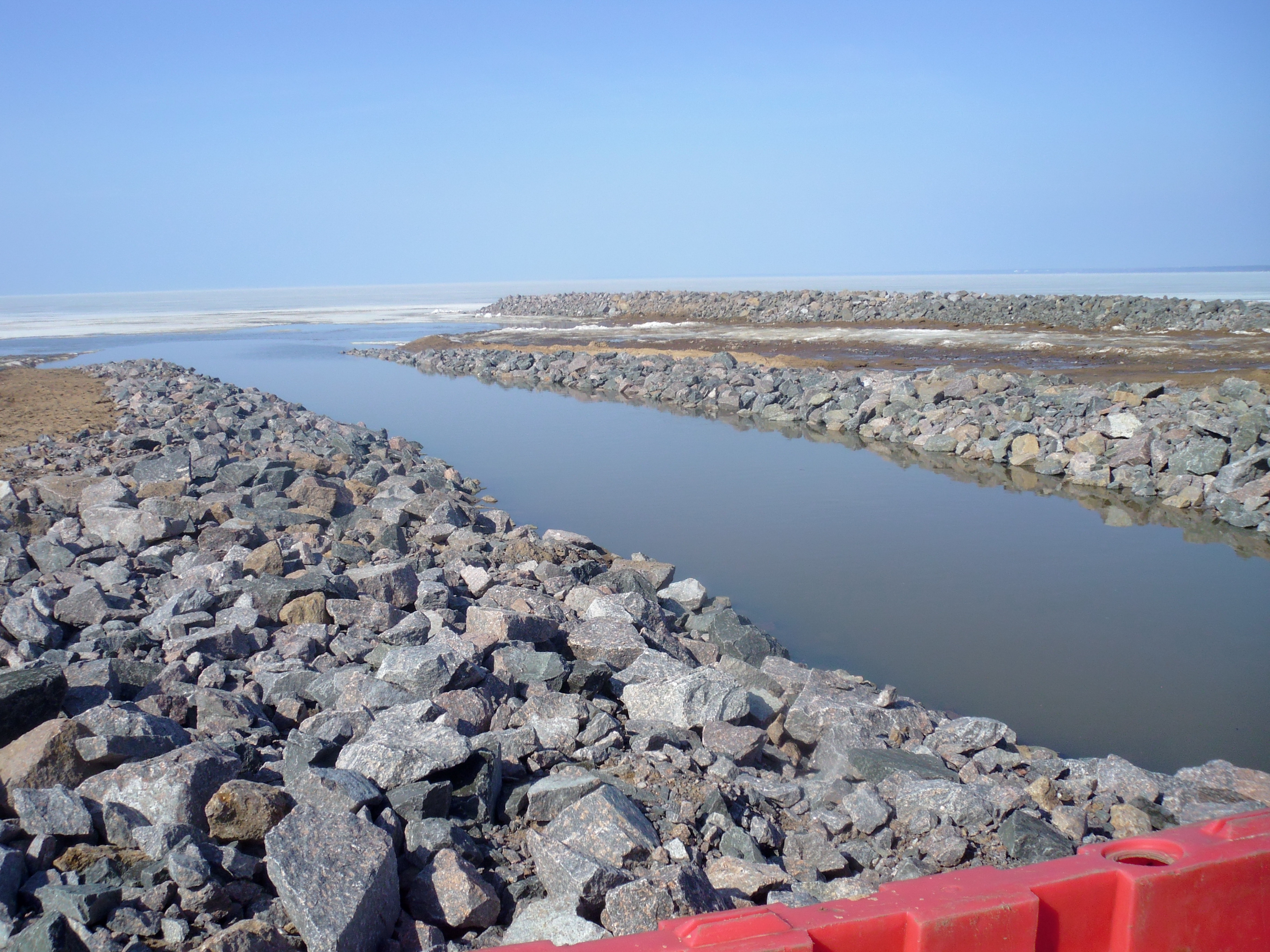
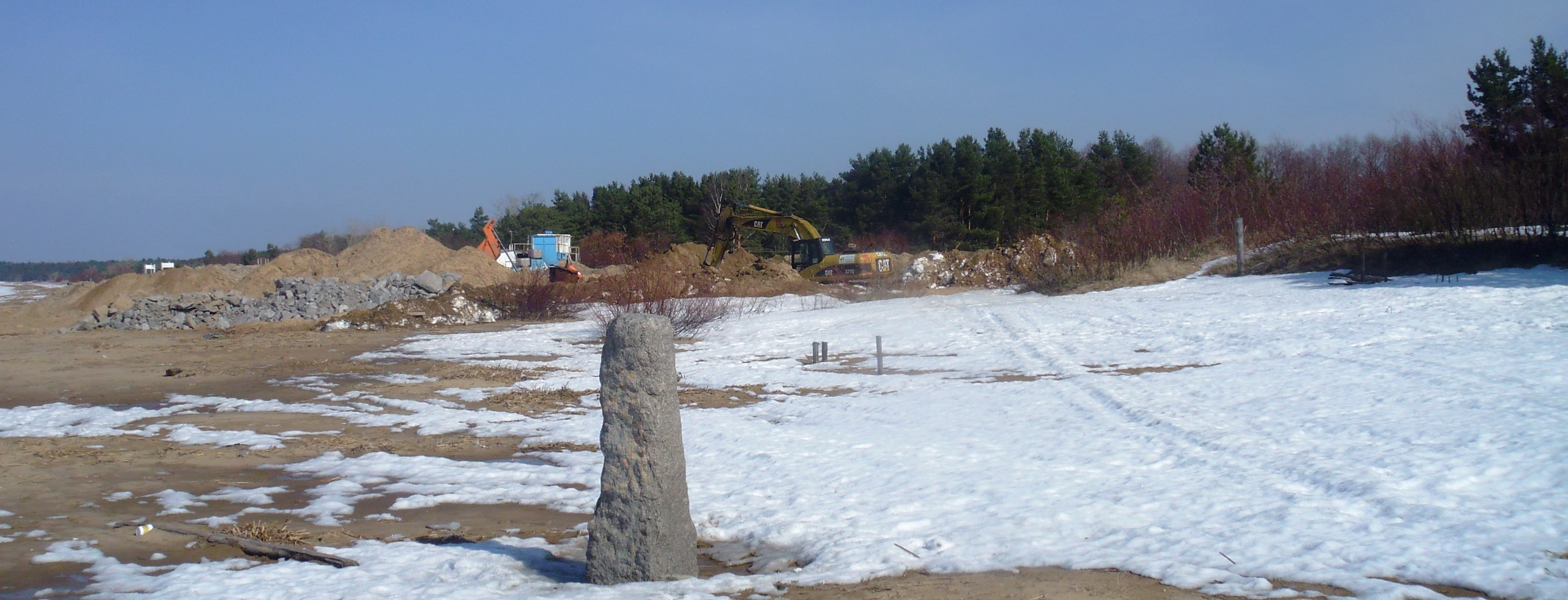
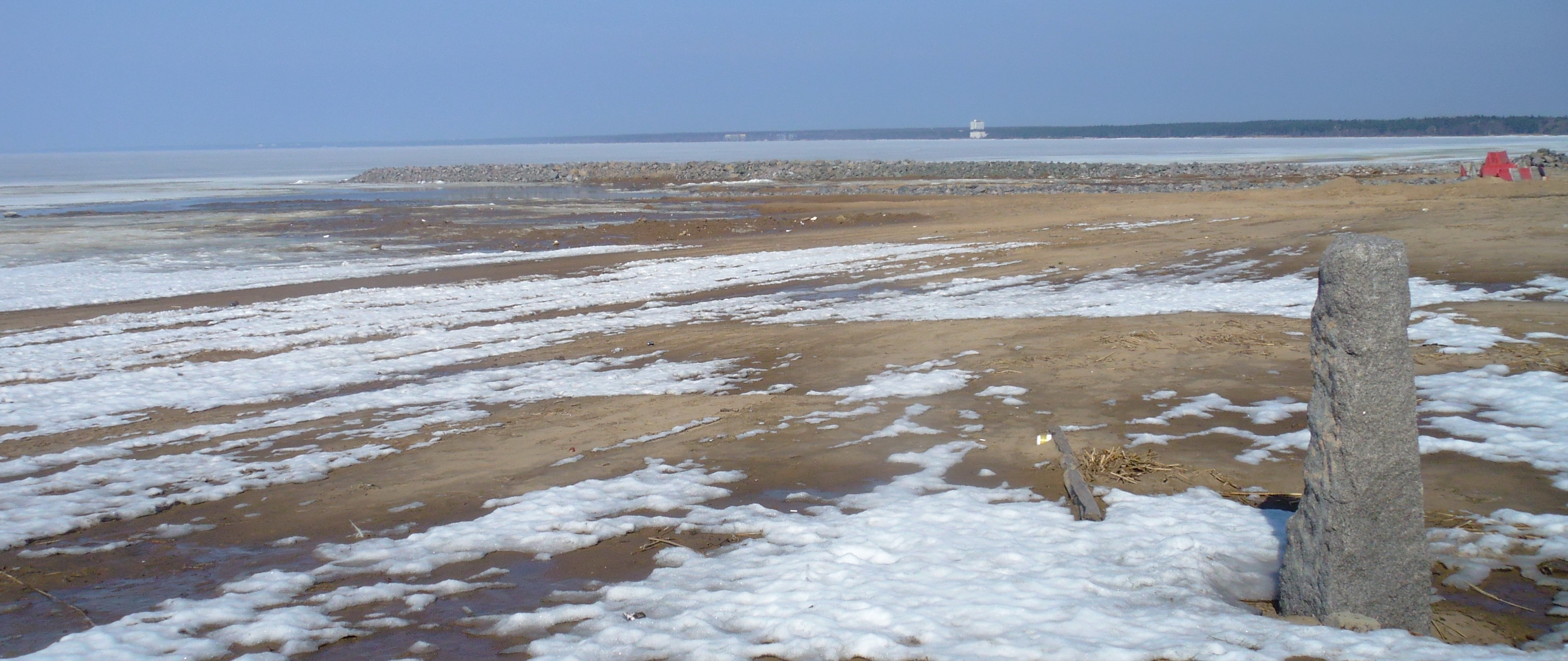
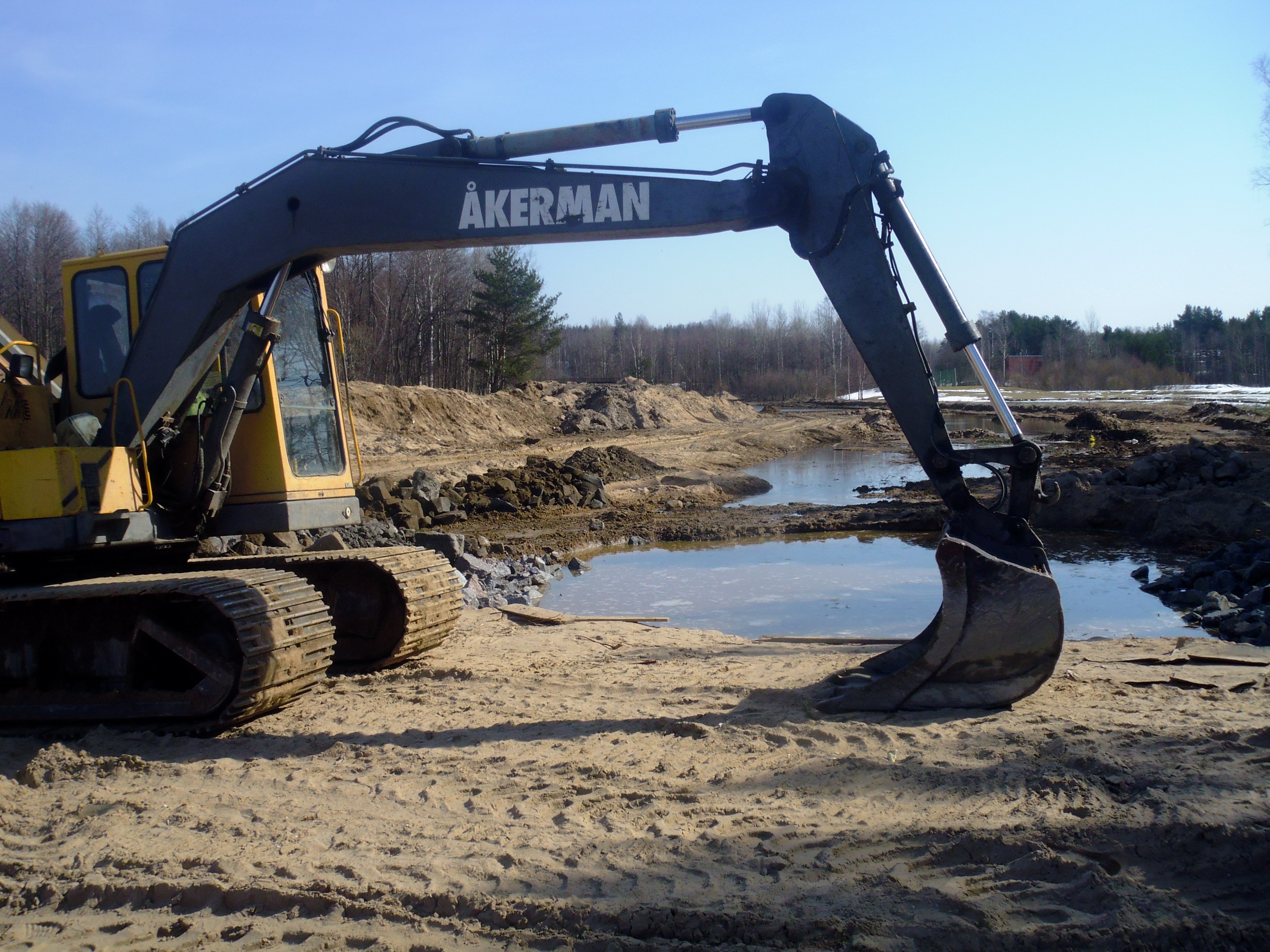
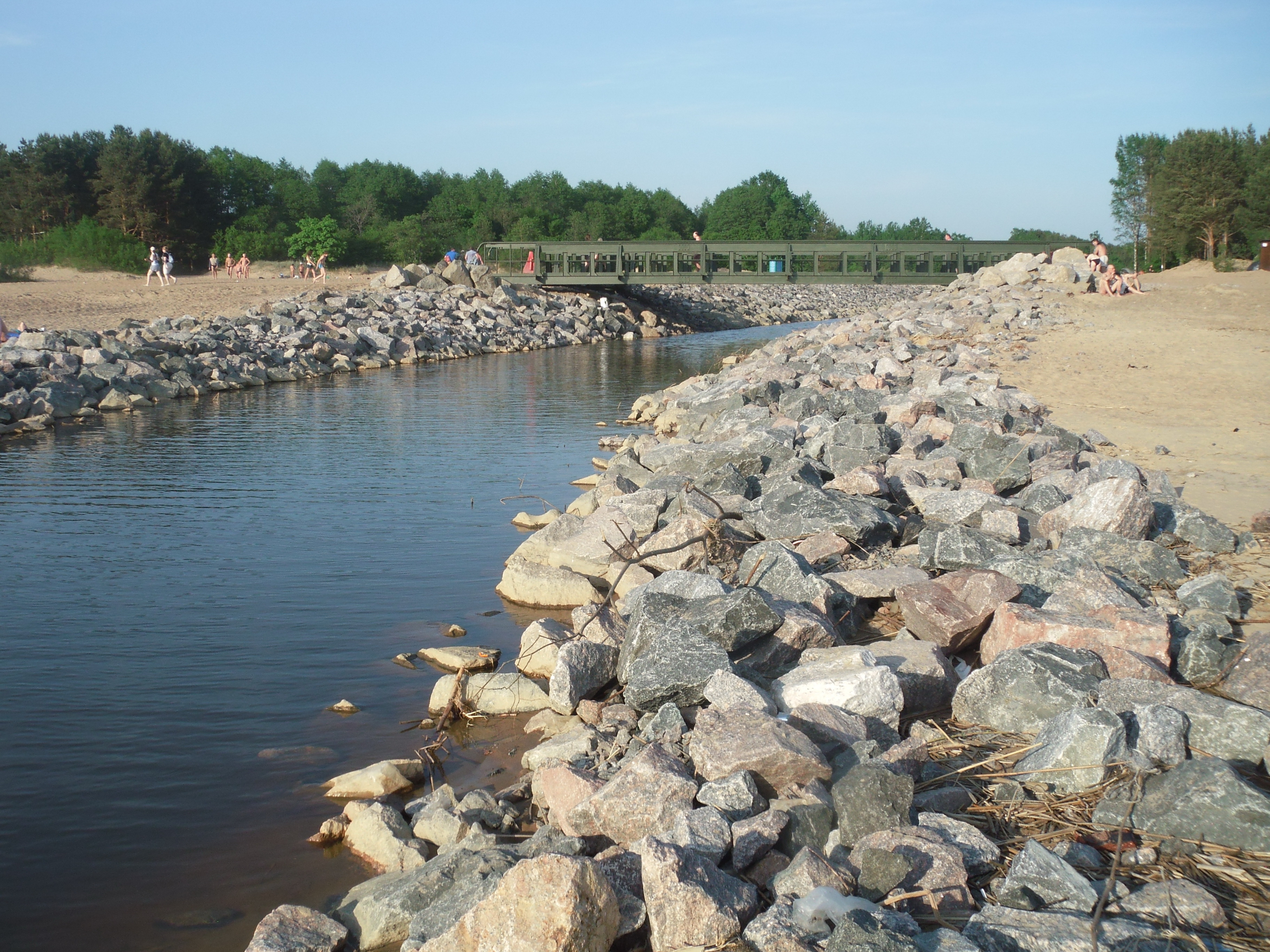
Завершение работ в устье реки
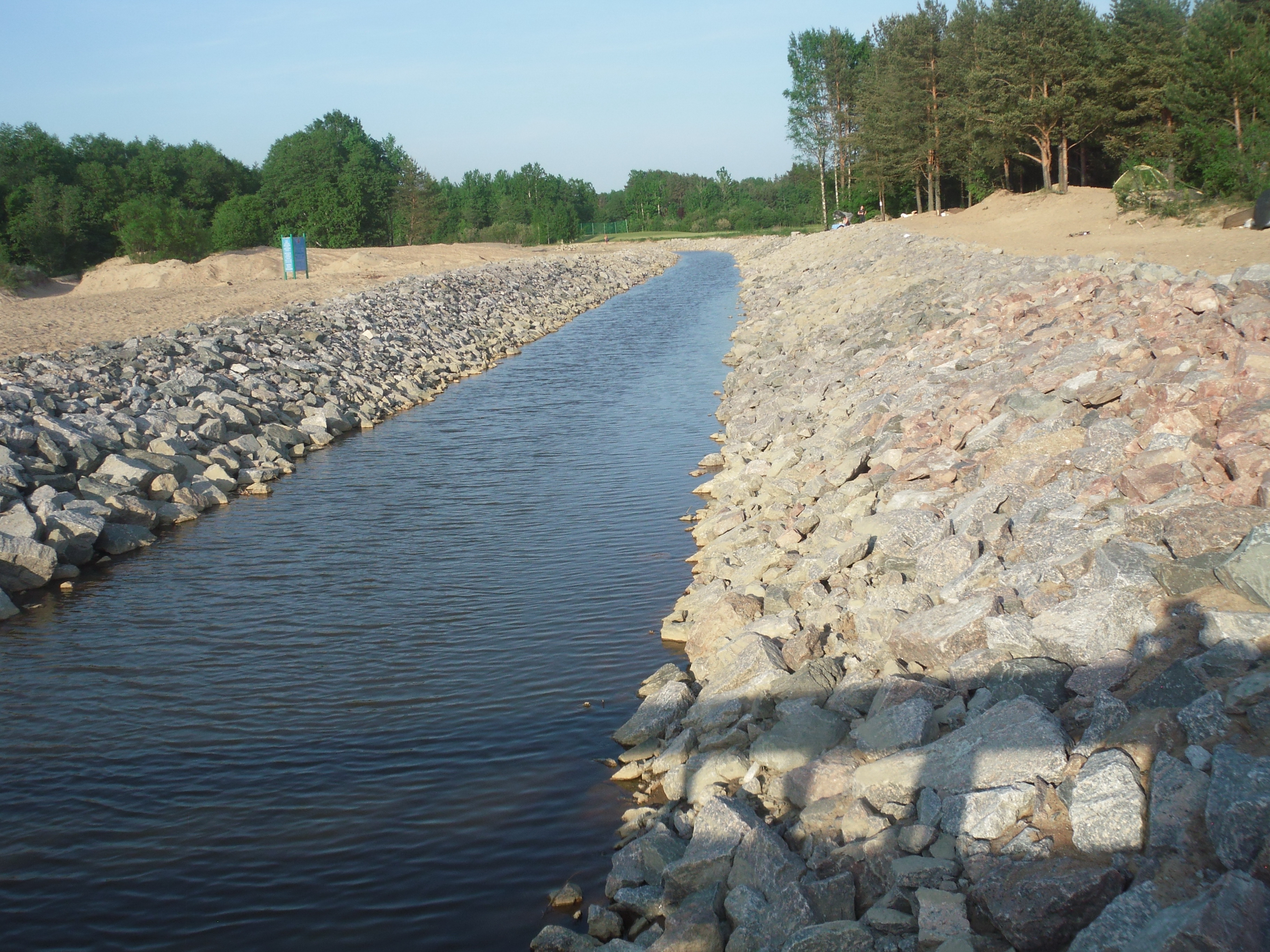

В 1986 году натуристы откопали и установили два гранитных пограничных столба начала XX века.

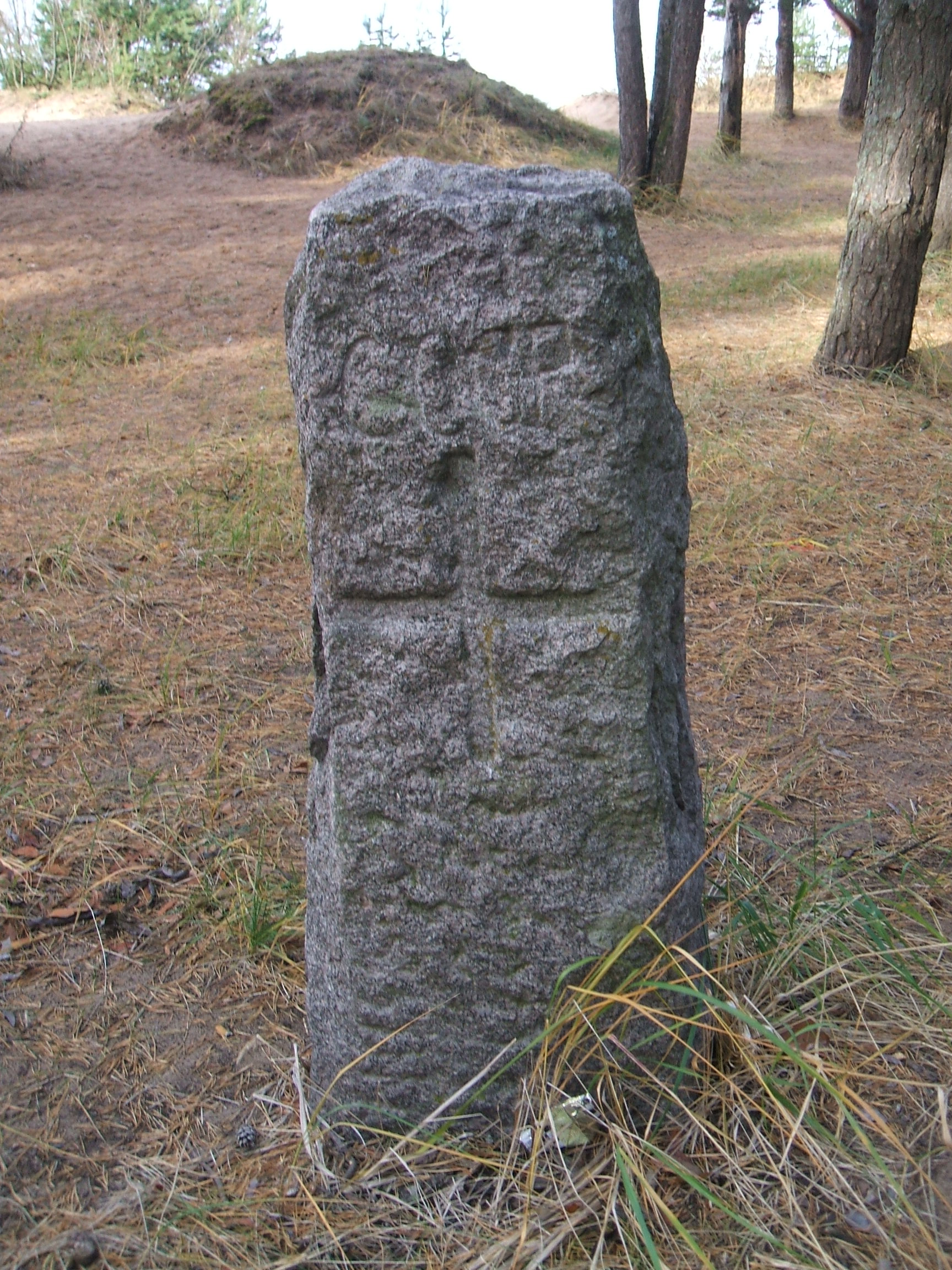
столб в лесу рядом с пляжем
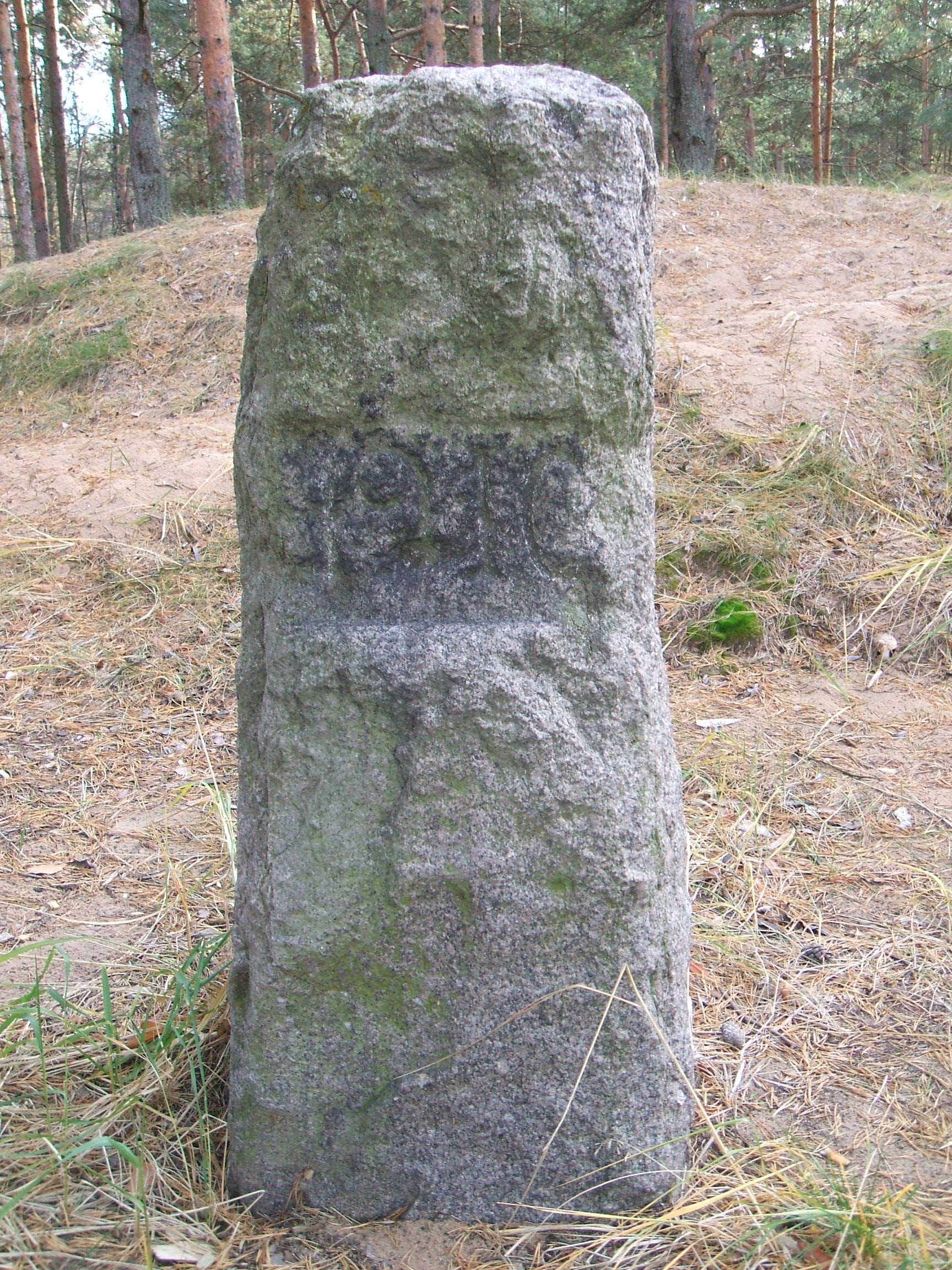
вид с юга
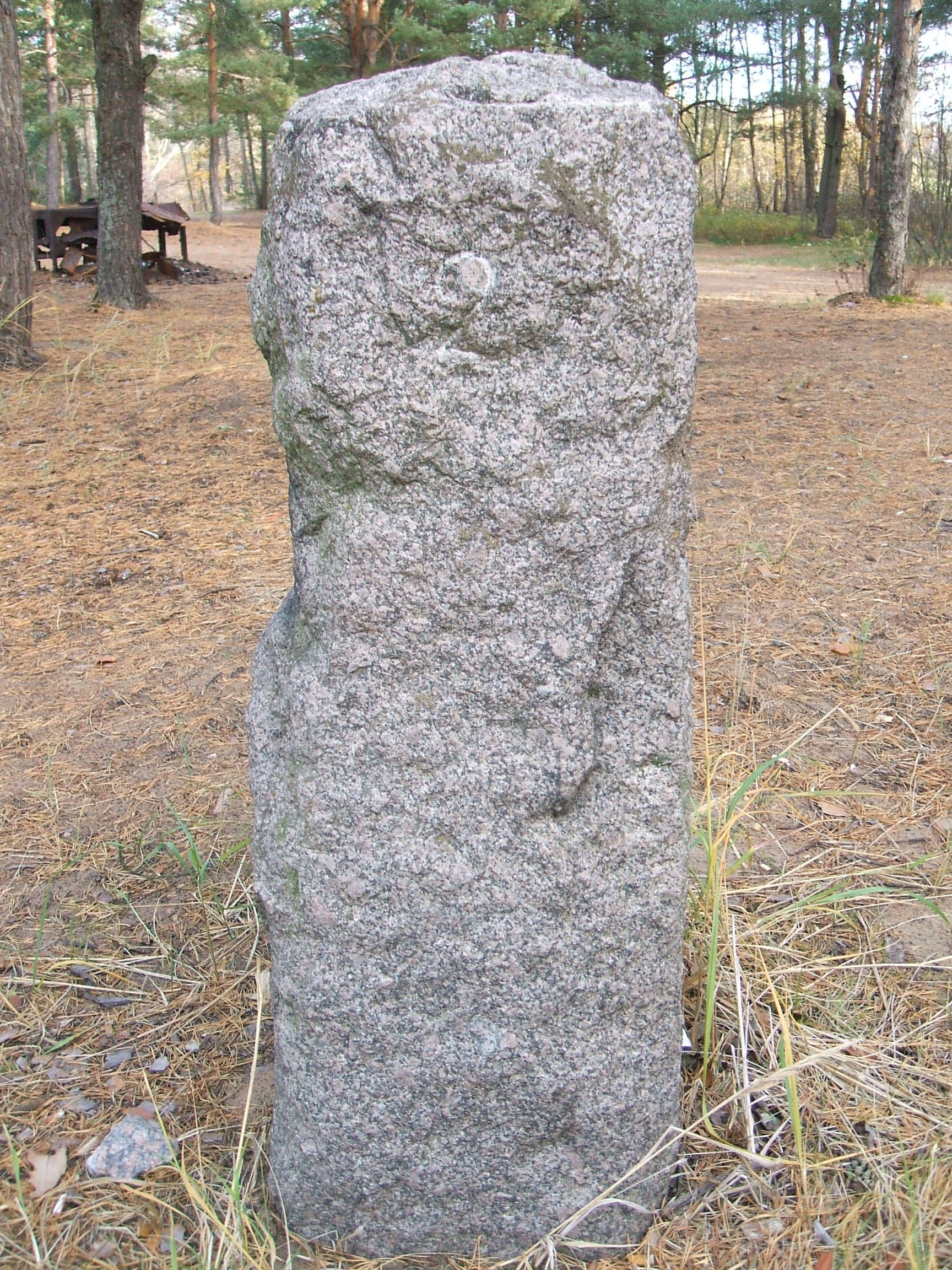
вид с севера
столб на пляже

При выполнении работ по обустройству русла реки Малая Сестра были демонтированы старые гранитные пограничные столбы. Рабочие не знали, что эти столбы пограничные и представляют историческую ценность, поэтому хотели их просто закопать, чтобы не мешались. Об этом от жителей узнали депутаты муниципального совета города Сестрорецка. На место оперативно был направлен депутат А. А. Ваймер. Он вмешался в ситуацию, и исторические столбы были спасены. Сейчас депутаты решают, где их установить — то ли после завершения гидротехнических работ вернуть на прежнее место, то ли установить в сестрорецком Сквере пограничников.
— Газета Здравница Санкт-Петербурга №14(311) 31 мая 2013 года, с. 3
В июле 2013 года работы по обустройству устья реки Заводская (Малая) Сестра в месте пляжа «Дюны» завершены. Одновременно завершены работы по облицовке канала имени Петра Великого от истока Заводской Сестры (до завода). Пуск воды показал, что расход воды по обустроенному руслу мал, вода в основном идёт по прежнему водотоку вдоль санатория Сестрорецкий Курорт. Для регулирования расходов воды этот водоток, напротив санатория «Детские Дюны», перегородили шпунтовой подводной перемычкой, сокращающей расход воды по левому руслу в дельте Сестры, делая его равномерным с правым. Гидротехнические работы будут продолжены, на что выделено 150 млн руб. для очистки обоих рукавов этой реки в течение нескольких лет.